# Charlotte de Belgique
Vous lisez un « article de qualité » labellisé en 2020.
Titre
Impératrice du Mexique
10 avril 1864 – 19 juin 1867
(3 ans, 2 mois et 9 jours)
Signature
Charlotte de Belgique, née le 7 juin 1840 au château de Laeken (Belgique) et morte le 19 janvier 1927 au château de Bouchout à Meise (Belgique), est une princesse de Belgique, princesse de Saxe-Cobourg et Gotha et duchesse en Saxe. Elle est l'unique fille de Léopold Ier, roi des Belges, et de la reine Louise. En qualité d'épouse de l'archiduc Maximilien d'Autriche, vice-roi de Lombardie-Vénétie puis empereur du Mexique, elle devient, en 1857, archiduchesse d'Autriche, puis, en 1864, impératrice du Mexique.
Charlotte demeure un peu plus de deux années au Mexique. Elle seconde son mari, qui la laisse gouverner lors de ses absences de Mexico. Lorsque l'empereur Napoléon III ordonne le retrait de l'aide militaire française destinée à appuyer le pouvoir impérial de Maximilien, la situation du couple impérial mexicain devient intenable. De sa propre initiative, Charlotte décide de se rendre personnellement en Europe afin de tenter une ultime démarche auprès de l'empereur des Français et du Saint-Siège.
Elle débarque en France en août 1866, mais essuie les refus successifs de l'empereur Napoléon III et du pape Pie IX. À Rome, sa santé mentale paraît compromise au point qu'un médecin aliéniste préconise le confinement de Charlotte dans sa propriété de Miramare. C'est au cours de son séjour en résidence surveillée que l'empereur Maximilien est fusillé au Mexique en juin 1867. Ignorant qu'elle est veuve, Charlotte est ramenée en Belgique. Elle y demeure près de soixante ans dans un état psychique délétère, donnant lieu depuis lors à de nombreuses spéculations, avant de mourir en 1927.

## Biographie

### Premières années

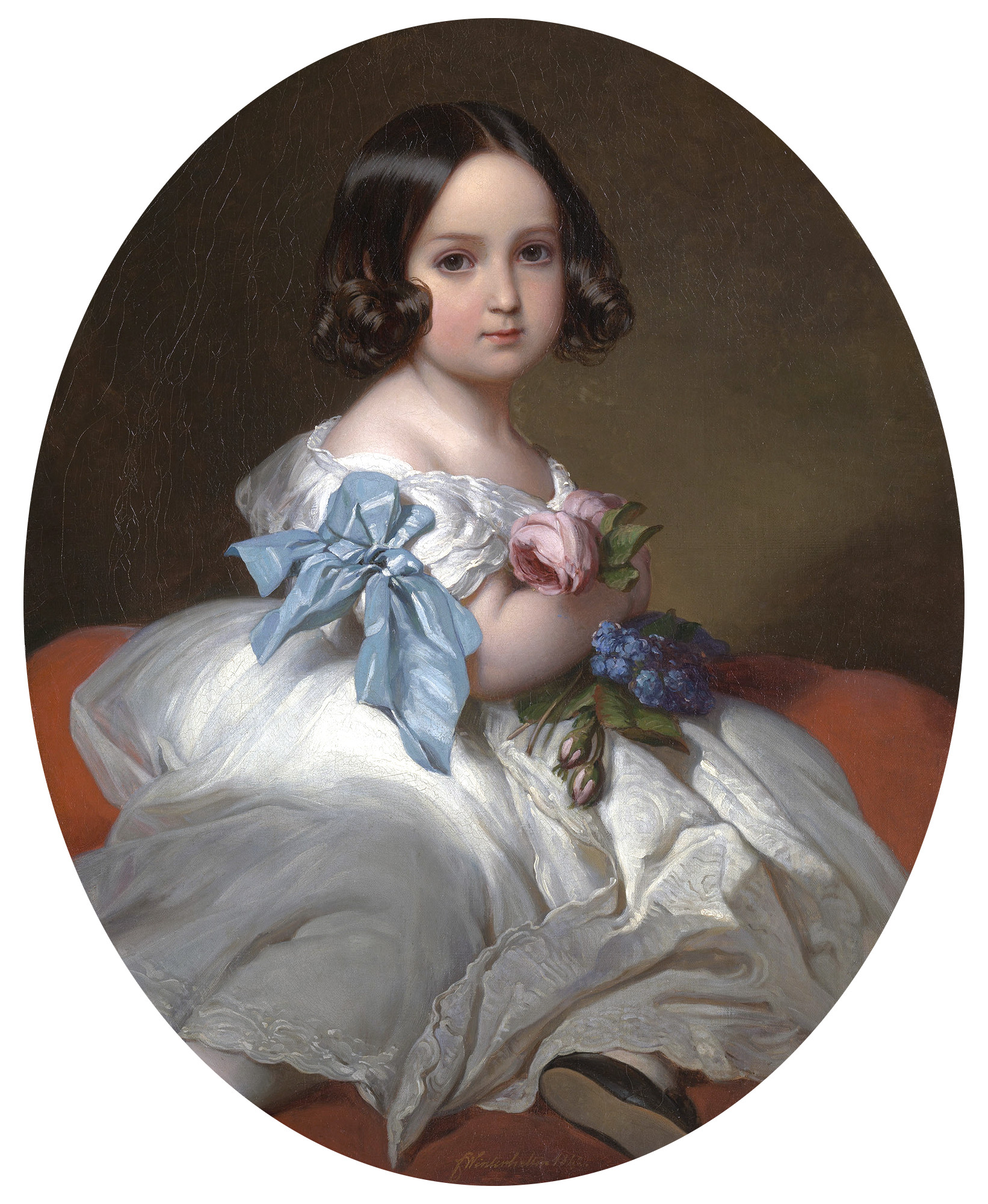
Charlotte de Belgique par Franz Xaver Winterhalter en 1842.

Marie Charlotte Amélie Auguste Victoire Clémentine Léopoldine de Saxe-Cobourg et Gotha, plus connue sous le nom de Charlotte de Belgique, est la fille du roi des Belges Léopold Ier et de la reine Louise d'Orléans. Son prénom rend hommage à la défunte princesse de Galles, première épouse de son père. Elle est le quatrième et dernier enfant et la seule fille du couple, après Louis-Philippe (mort à moins d'un an en 1834), Léopold (né en 1835) et Philippe (né en 1837). La dernière grossesse de la reine est difficile au point que l'on craint en avril une fausse couche, mais le 7 juin 1840 à une heure du matin, Charlotte naît en bonne santé. Initialement déçu par la naissance d'une fille, qui n'est pas dynaste en Belgique à cette époque, le roi est peu à peu charmé par sa fille qui devient sa favorite. Petite-fille par sa mère du roi des Français Louis-Philippe Ier et cousine de la reine Victoria, Charlotte effectue des séjours réguliers à Ostende en été et passe de longues vacances chez ses grands-parents maternels dans les résidences royales françaises et chez sa cousine à Windsor.

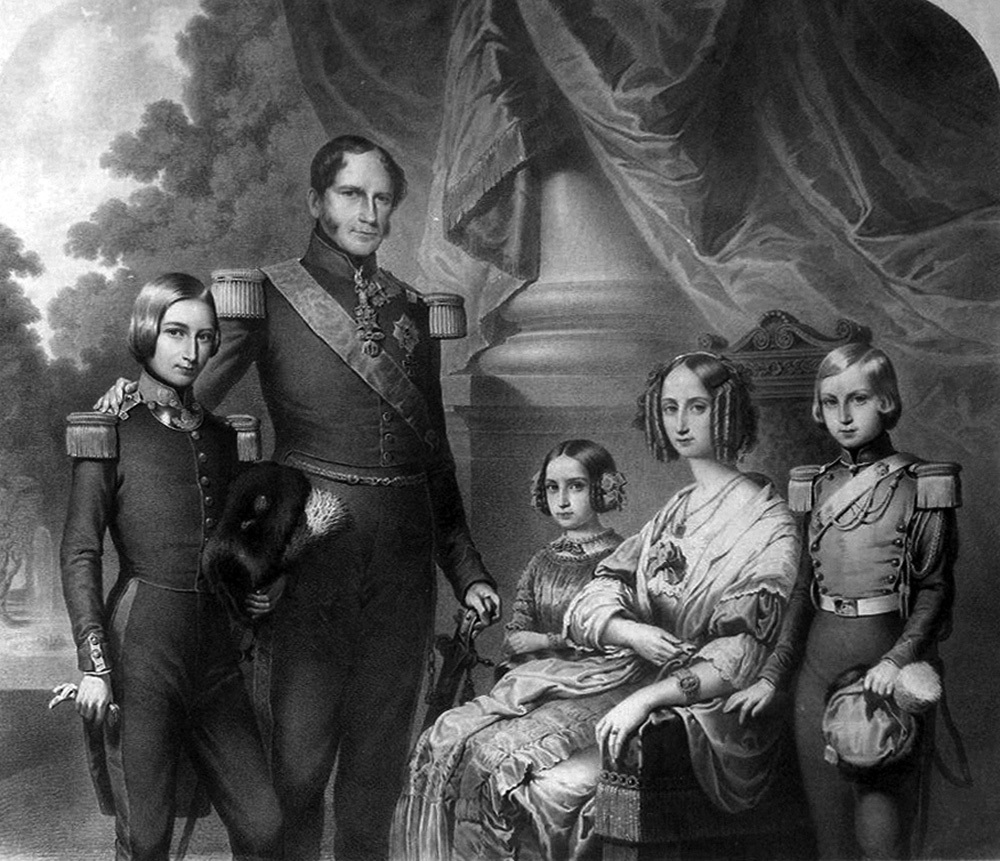
Léopold Ier (roi des Belges) et sa famille par Charles Baugniet vers 1850.

À la mort de sa mère, le 11 octobre 1850, Charlotte n'a que 10 ans. La petite fille turbulente et expansive devient rapidement une adolescente pensive et introvertie. La défunte reine Louise supervisait personnellement l'éducation et l'instruction des enfants royaux. Respectant les souhaits de la défunte, le roi désigne la comtesse Denise d'Hulst, une aristocrate française, pour veiller particulièrement sur Charlotte, dont elle devient la gouvernante. Fuyant Laeken dès qu'il le peut, le roi Léopold est peu présent auprès de ses enfants, qui en pâtissent. Très tôt, Charlotte est à même de s'exprimer à l'oral et à l'écrit en français, anglais et allemand. Son instruction religieuse est confiée au père Victor-Auguste Dechamps, plus tard cardinal et archevêque de Malines et donc primat de Belgique. La religion tient une place majeure dans la vie de la princesse.
Le roi Léopold exige que ses enfants effectuent de fréquents examens de conscience, estimant que les têtes couronnées doivent posséder une grande force de caractère. Après le retour de madame d'Hulst en France, c'est la comtesse Marie-Auguste de Bovée, sa nouvelle gouvernante, qui éduque Charlotte, l'engageant à lire et méditer quotidiennement L'Imitation de Jésus-Christ. À 13 ans, son auteur favori est Plutarque, tandis qu'elle juge Ovide puéril. Très tôt, elle est persuadée que les princes devront rendre davantage de comptes à Dieu que le reste de l'humanité. Sa manie d'apprendre lui rend la société insipide, écrit-elle à 15 ans. À cet âge, elle est considérée comme une beauté distante, consciente de sa dignité et cherchant à atteindre une inaccessible perfection morale. Elle a tendance à juger sévèrement son entourage et s'entend davantage avec son frère Philippe qu'avec Léopold.

### Union avec Maximilien de Habsbourg-Lorraine

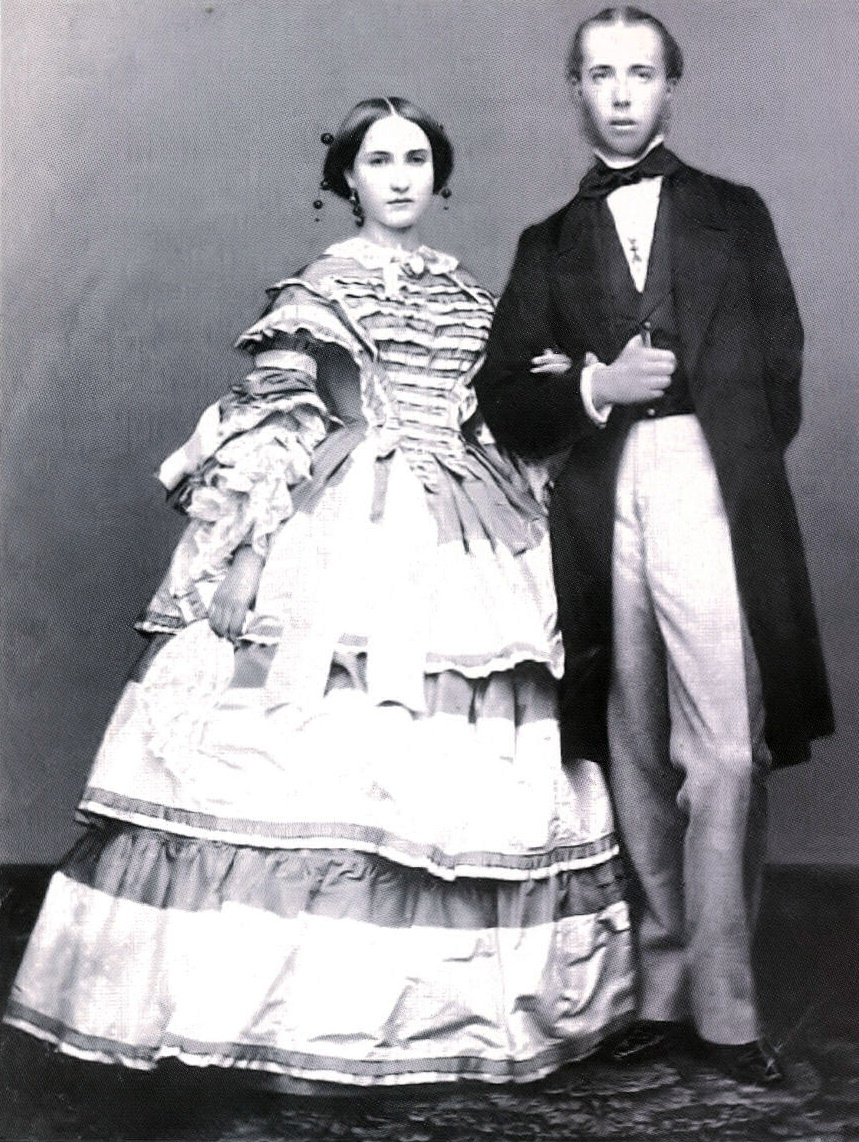
La princesse Charlotte et son fiancé l'archiduc Maximilien photographiés par Louis-Joseph Ghémar (1857).

En 1856, alors que Charlotte s'apprête à fêter ses seize ans, deux prétendants sollicitent sa main : le prince Georges de Saxe — rapidement évincé — et le roi Pierre V de Portugal. Ce dernier est le candidat favori de la reine Victoria et aussi du roi Léopold. Par choix personnel, et sous l'influence de madame d'Hulst affirmant qu'à la cour portugaise aucun prêtre ne la comprendra, Charlotte décline l'offre de mariage avec le roi Pierre V. Elle explique : « Quant à Pedro, c'est un trône, il est vrai, je serais Reine et Majesté mais qu'est-ce que cela, les couronnes de nos jours sont de lourds fardeaux et comme on regrette plus tard d'avoir cédé à de si folles considérations. »
Au mois de mai 1856, la princesse rencontre à Bruxelles l'archiduc Maximilien d'Autriche, frère cadet de l'empereur François-Joseph. Elle est immédiatement charmée par ce prince de huit ans son aîné : ce sera lui qu'elle épousera. Son père lui laisse d'ailleurs le choix de son futur époux ; comme elle en témoigne dans une lettre adressée à sa grand-mère Marie-Amélie : « il m'a écrit la lettre la plus impartiale, me mettant sous les yeux les avantages de l'un et de l'autre sans vouloir en rien m'influencer ». Quant au roi Léopold, il écrit à son futur gendre : « Vous avez conquis en mai […] toute ma confiance et ma bienveillance. J'ai aussi remarqué que ma fillette partageait ces dispositions ; cependant il était de mon devoir de procéder avec précaution ». Charlotte déclare : « si comme il est en question l'Archiduc était investi de la vice-royauté d'Italie, ce serait charmant, c'est tout ce que je désire ». Les fiançailles sont conclues le 23 décembre 1856.
Charlotte est littéralement exaltée par la perspective de son mariage avec Maximilien. Elle ne tarit pas d'éloges sur son fiancé, auquel elle imagine un destin d'exception. Elle ignore cependant qu'après leur première rencontre, Maximilien serait rentré à Vienne sans même mentionner Charlotte. S'il reste favorable à la proposition de mariage belge, il ne manifeste pas d'enthousiasme et n'est pas amoureux. Opportuniste, il négocie âprement la dot de sa promise. Jusqu'ici, Maximilien, prisant les arts, l'architecture flamboyante et les vastes domaines, ne peut donner corps à ses projets, ni mener le train de vie qu'il souhaite. L'archiduc dit de sa fiancée : « Elle est petite, je suis grand, ce qui doit être. Elle est brune, je suis blond, ce qui est bien aussi. Elle est très intelligente, ce qui est un peu ennuyeux, mais sans doute en viendrai-je à bout ». Le mariage est célébré le 27 juillet 1857, au palais royal de Bruxelles. Cette nouvelle alliance avec la maison de Habsbourg-Lorraine conforte la légitimité de la dynastie belge – encore récente – au sein des maisons souveraines fières de leur ancienneté.

### Charlotte en Italie

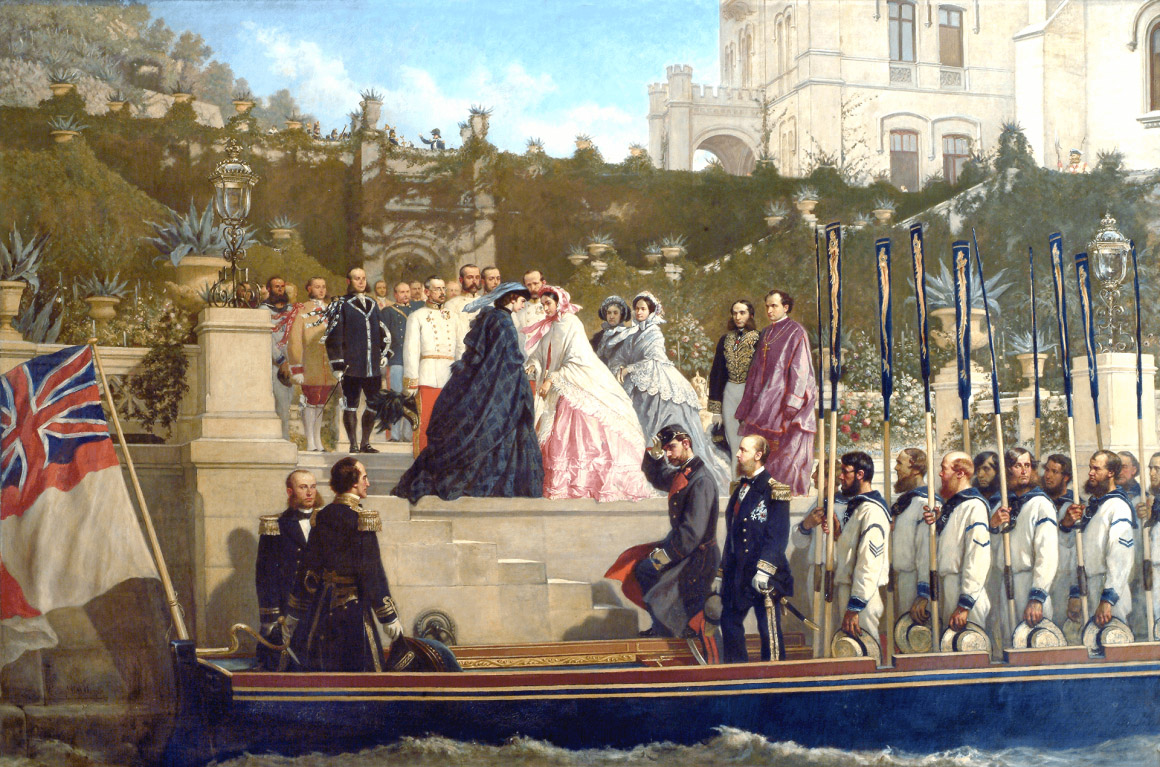
Visite de l'impératrice Élisabeth au château de Miramare en 1861. Charlotte de Belgique (en toilette rose) accueille Élisabeth pendant que Maximilien et son frère l'empereur François-Joseph Ier d'Autriche attendent à bord par Cesare Dell'Acqua (1865).

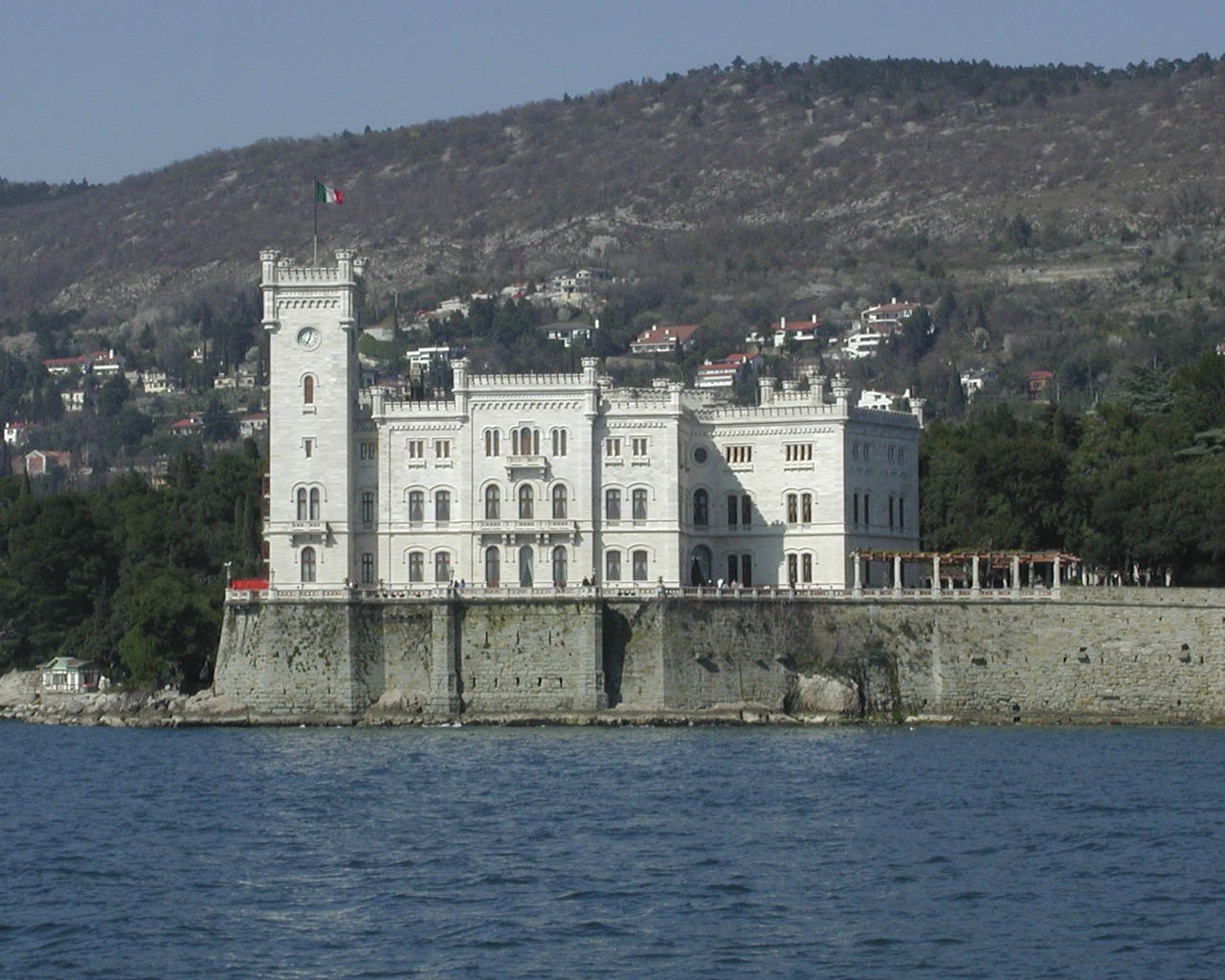
Le château de Miramare au début du XXIe siècle.

En septembre 1857, l'empereur d'Autriche François-Joseph Ier nomme son frère Maximilien vice-roi du royaume lombardo-vénitien. Après une courte halte à Schönbrunn, où ils rencontrent la famille impériale autrichienne, les jeunes mariés se rendent à Miramare (que Charlotte découvre), où ils demeurent durant huit jours. Ils visitent ensuite Venise et Vérone. Le 6 septembre 1857, Charlotte et Maximilien font leur entrée solennelle à Milan, où ils sont chaleureusement accueillis. Certains journaux prétendent que leur entrée aurait été ridicule en raison de leurs voitures et de leurs livrées. Léopold, duc de Brabant, écrit au comte de Flandre : « Tous les valets portaient des hallebardes ! À Paris on a beaucoup parlé de cela […]. Si nous péchons ici par trop de simplicité, on leur reproche à eux un luxe bouffon d'un autre temps et qui paraît de nos jours trop déplacé ».
En Italie, le couple archiducal réside officiellement à Milan, siège du gouvernement de Lombardie-Vénétie. Ils séjournent tantôt au Palais royal, tantôt à la villa de Monza au caractère plus intime. En sa qualité de gouverneur, Maximilien est doté d'une cour importante comprenant chambellans et majordomes. Charlotte est entourée d'une grande-maîtresse, de dames d'honneur et d'une suite nombreuse. C'est cependant à Venise que Charlotte se plaît le mieux. Lors des fêtes de Pâques de 1858, Maximilien et elle descendent le Grand Canal à bord d'une gondole d'apparat. Charlotte accomplit également des visites aux institutions de charité et aux écoles. De fastueuses fêtes et des bals sont donnés en l'honneur de la noblesse, mais les aristocrates y brillent par leur absence. En 1859, Charlotte acquiert l'île de Lokrum et son couvent en ruine. Elle fait procéder rapidement à la transformation de cette abbaye bénédictine en résidence secondaire,. Sur le plan privé, Maximilien délaisse rapidement son épouse, qui se plaint après un an de mariage de sa solitude et de son ennui.
Le 10 avril 1859, Maximilien, jugé par le gouvernement de Vienne trop libéral dans les réformes qu'il souhaite entreprendre, trop indulgent à l'égard des rebelles italiens et trop dépensier, est contraint par son frère l'empereur d'Autriche de démissionner de sa fonction de vice-roi de Lombardie-Vénétie. Charlotte et Maximilien se retirent dès lors au château de Miramare à l'une des extrémités du golfe de Trieste. La construction du château se termine en 1860 selon les plans de Maximilien et grâce à la dot de Charlotte. Son frère, le futur Léopold II, ne manque pas de noter dans son journal : « La construction de ce palais par les temps qui courent est une folie sans borne ». Lors de cet exil doré mais forcé à Miramare, Charlotte brosse un portrait idyllique de cette retraite au cours de laquelle l'éloignement des époux devient de plus en plus marqué. Pour tromper son ennui, Charlotte pratique l'équitation, peint et nage. Quant à leur vie conjugale, elle est réduite à néant.

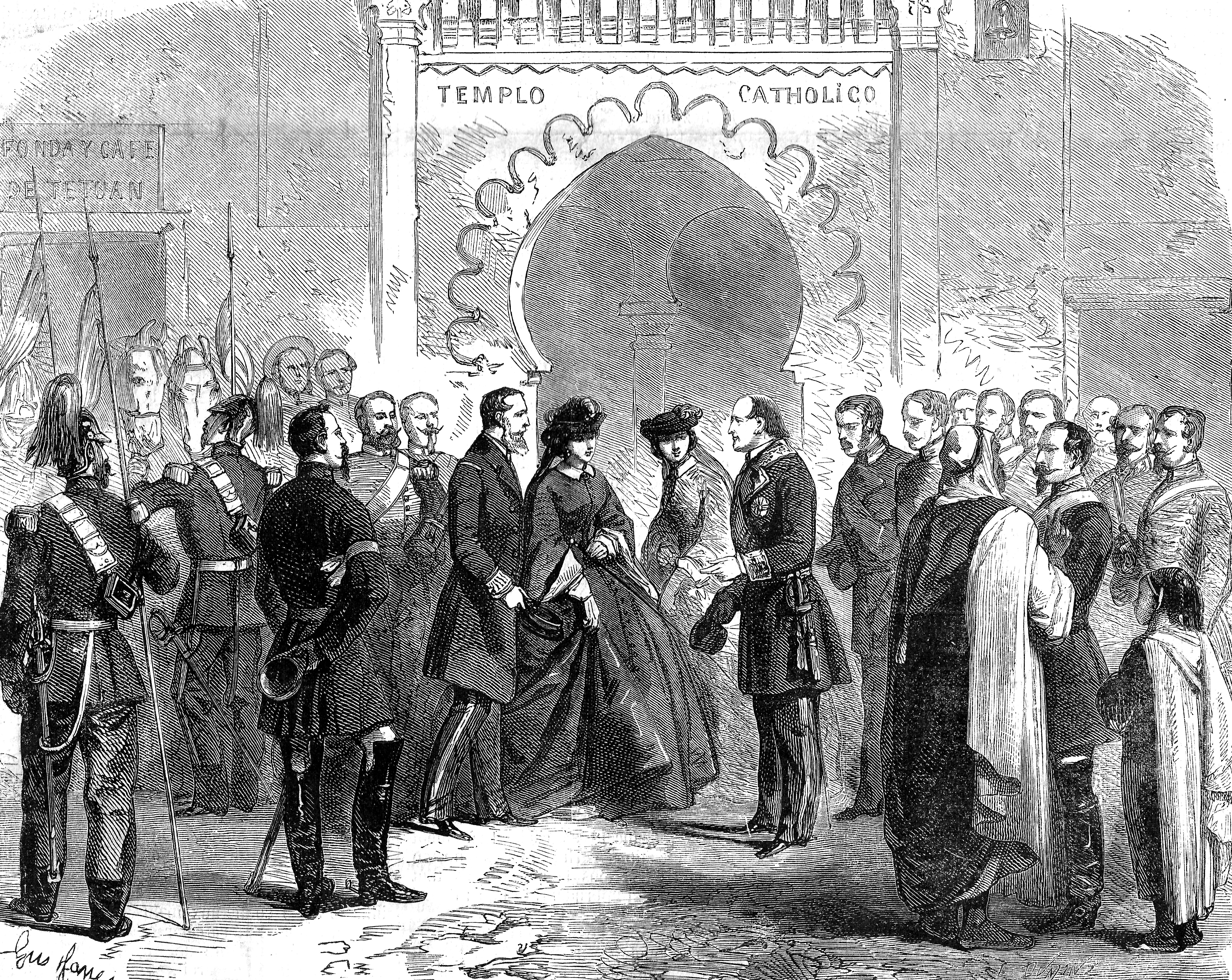
Visite de Maximilien et Charlotte à Tétouan en mars 1860. Gravure de Gustave Janet.

Entretemps, Maximilien et Charlotte entreprennent un voyage à bord du yacht Fantasia, qui les mène jusqu'à Madère en décembre 1859, sur les lieux où la princesse Marie-Amélie du Brésil, jadis fiancée à Maximilien, est morte six ans auparavant. Là, Maximilien est en proie à d'intenses regrets mélancoliques. Souffrante, Charlotte reste seule à Funchal durant trois mois, tandis que son époux poursuit seul son pèlerinage sur les traces de sa défunte fiancée jusqu'au Brésil où il visite trois états : d'abord Bahia, puis Rio de Janeiro et enfin Espírito Santo. Au retour de son périple, Maximilien revient par Funchal, où Charlotte et lui s'apprêtent à rentrer en Europe, non sans avoir fait une escale à Tétouan, où ils accostent le 18 mars 1860.
Le 3 octobre 1863, parvient à Miramare une délégation de notables mexicains qui offrent officiellement à l'archiduc la couronne de leur pays. En réalité, les négociations à ce sujet sont en cours depuis plus de deux ans : Napoléon III rêve de créer un empire latin et catholique qui limiterait l'influence des États-Unis d'Amérique alors en proie à la guerre de Sécession. L'empereur des Français promet de soutenir militairement Maximilien si celui-ci accepte de partir pour le Mexique. Toutefois, l'archiduc hésite et tarde à accepter de tenter l'aventure. Il subordonne son assentiment à la ratification par le peuple mexicain du choix des notables et exige des garanties pour assurer le pays contre les dangers qui menacent son indépendance et son intégrité. Quant à Charlotte, elle estime que la réception de la couronne mexicaine constitue une mission visant à ramener l'ordre et la civilisation sous la bannière des Habsbourg, qui régneraient de nouveau sur un empire où le soleil ne se couche jamais.

### Impératrice du Mexique

#### Le départ pour le Mexique

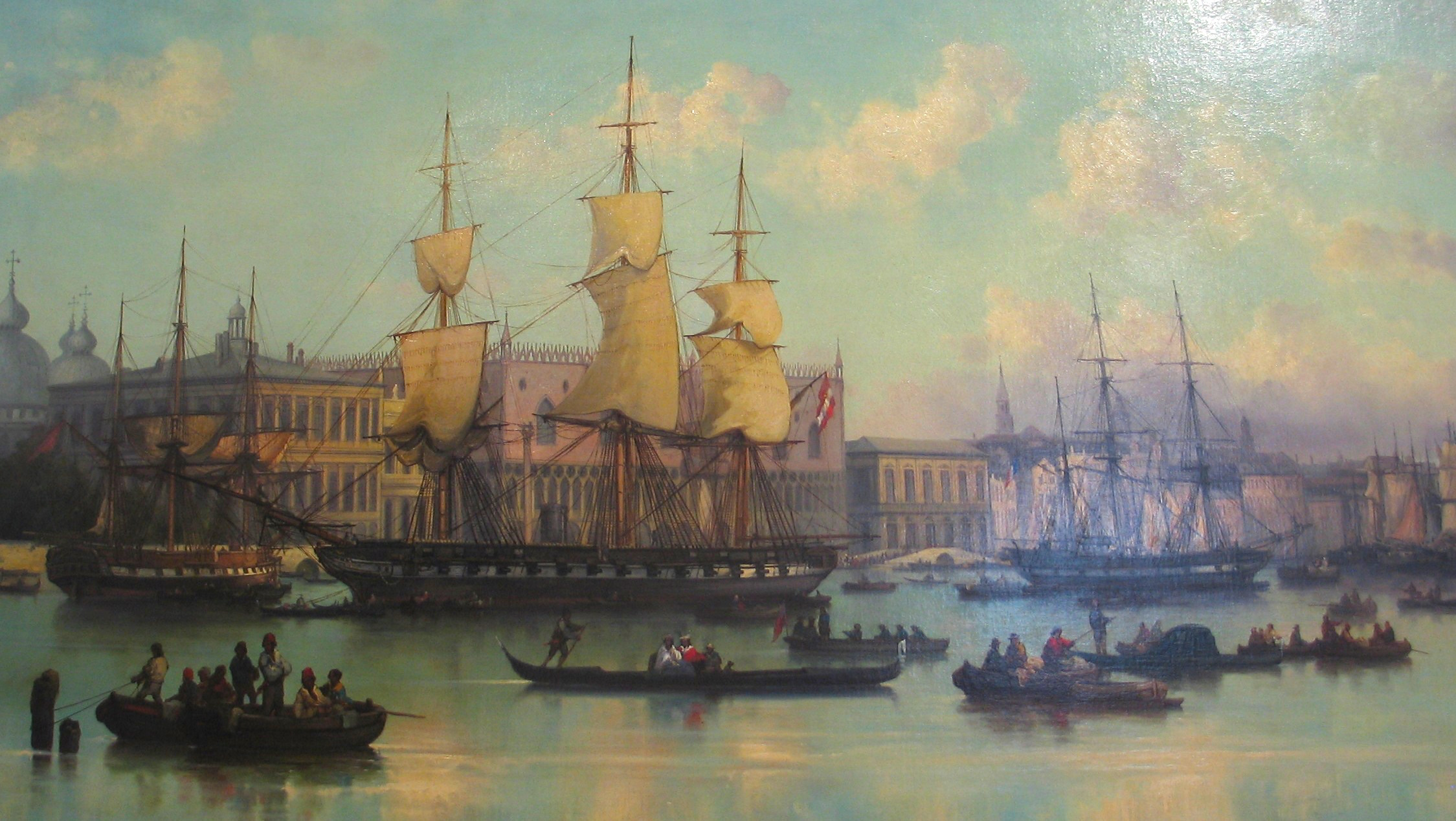
La frégate SMS Novara par Josef Püttner - (Venise après 1862).

Le 10 avril 1864 dans la salle du trône de Miramare, Maximilien devient officiellement empereur du Mexique. Il affirme que les vœux du peuple mexicain lui permettent de se considérer comme l'élu légitime du peuple. En réalité, Maximilien a été trompé par quelques conservateurs mexicains qui l'assurent fallacieusement d'un appui populaire massif. Pour tout document justificatif, la députation mexicaine produit les actes d'adhésion sur lesquels on s'est contenté d'écrire en marge le chiffre de la population de la localité à laquelle chacun des délégués appartient, comme si tous les habitants s'étaient rendus aux urnes. Maximilien leur déclare qu'il « accepte la couronne des mains de la nation mexicaine » et jure « d'assurer par tous les moyens le bien-être, la prospérité, l'indépendance et l'intégrité de cette nation ».

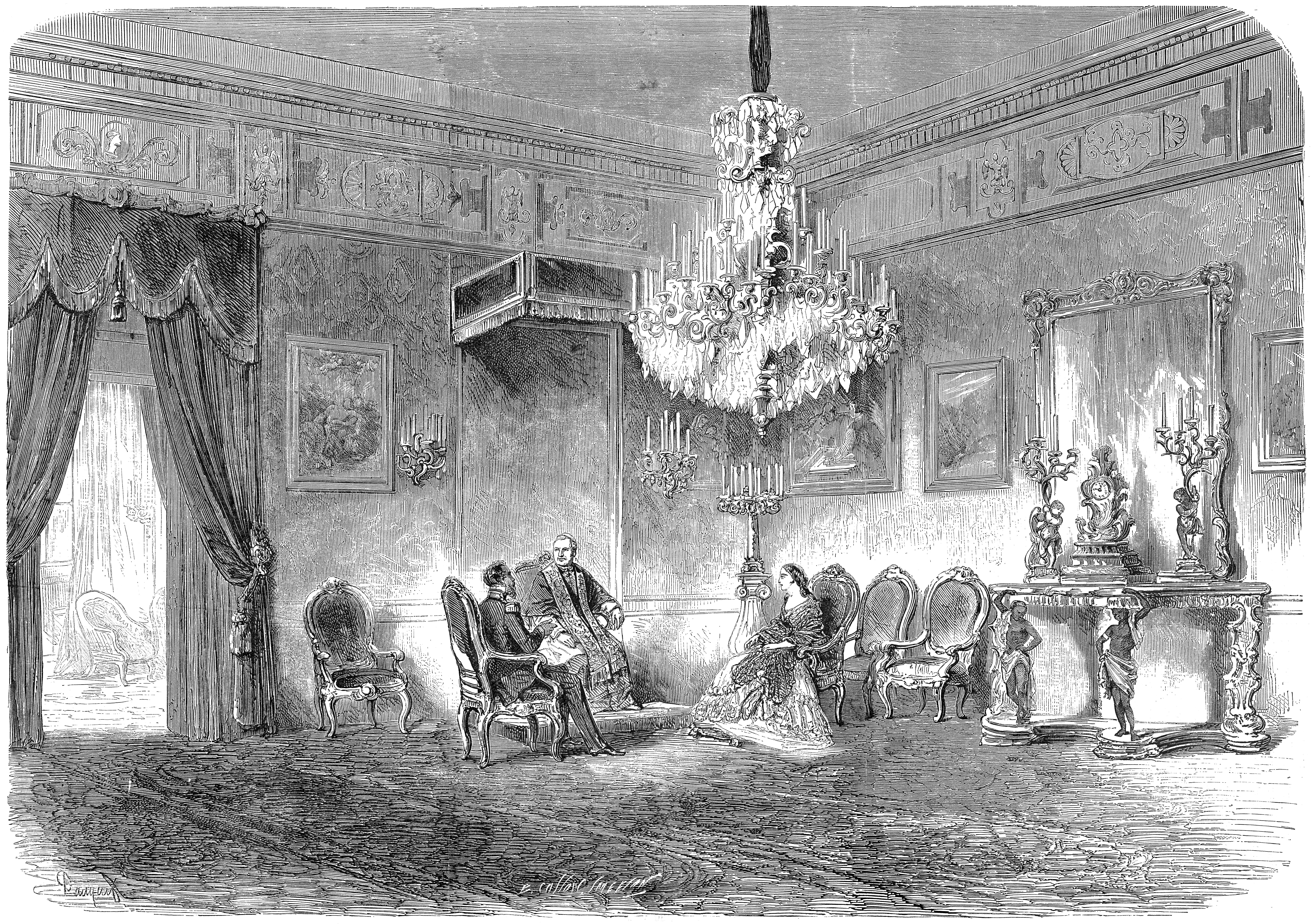
Audience de Maximilien et Charlotte auprès du pape Pie IX le 19 avril 1864 - gravure d'après Ferdinand Laufberger.

Ce même 10 avril, un dîner officiel est prévu à Miramare dans le grand salon aux Mouettes. Au bord de la dépression nerveuse, Maximilien se retire dans ses appartements, où il est examiné par le docteur August von Jilek ; ce dernier le trouve prostré et si accablé qu'il lui propose de se reposer au pavillon du Gartenhaus. Charlotte préside donc seule le banquet. Le départ pour le Mexique est fixé au 14 avril. À bord de la frégate autrichienne SMS Novara, escortée par la frégate française Thémis, Maximilien se montre plus serein. Charlotte et lui font escale à Rome afin d'y recevoir la bénédiction du pape Pie IX. Le 19 avril 1864, lors de l'audience pontificale, chacun évite d'évoquer directement la spoliation des biens du clergé par les républicains mexicains, mais le pape ne peut s'empêcher de souligner que Maximilien devra respecter les droits de ses peuples et ceux de l'Église.
Durant la longue traversée, Maximilien et Charlotte évoquent peu les difficultés diplomatiques et politiques auxquelles ils seront bientôt confrontés, mais ils conçoivent dans ses moindres détails l'étiquette de leur future cour. Ils commencent à rédiger un manuscrit de six-cents pages relatif au cérémonial, étudié dans ses aspects les plus minutieux. La Novara fait escale à Madère et en Jamaïque. Les voyageurs essuient de lourds orages avant une dernière escale en Martinique. En vue de Veracruz, Charlotte écrit à sa grand-mère : « Nous allons toucher dans quelques heures le sol de notre nouvelle patrie… Je suis ravie des Tropiques et je ne rêve que de papillons et de colibris […] Je n'aurais jamais cru que en ce qui regarde les régions où nous allons vivre, mes souhaits fussent aussi complètement comblés. ».

#### Le règne

Portrait de l'impératrice Charlotte par Albert Graefle (1865).

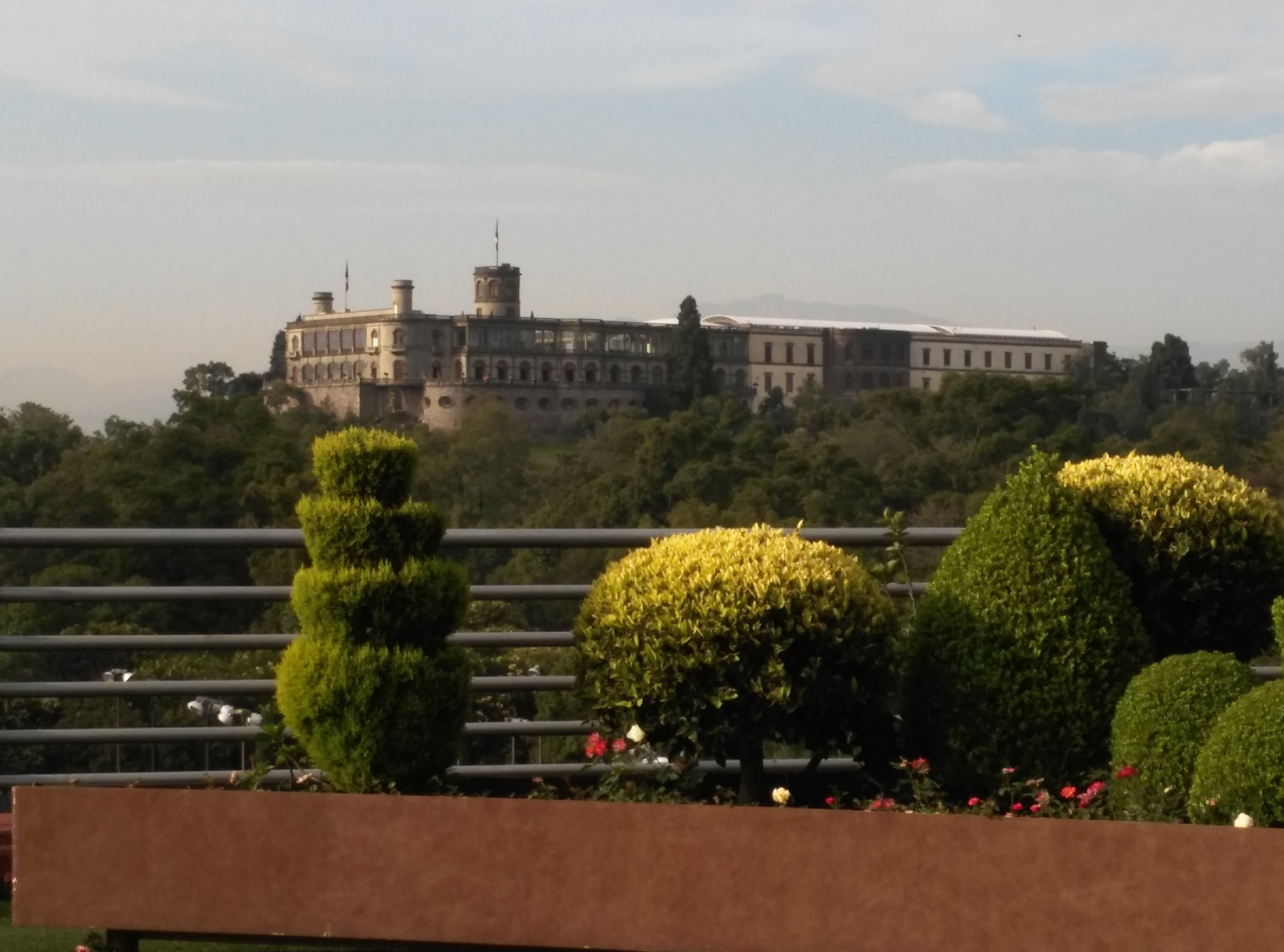
Le château de Chapultepec au début du XXIe siècle.

Maximilien et Charlotte font leur entrée solennelle à Mexico, le 12 juin 1864. Au palais national de Mexico, dont l'état requiert d'importants travaux, ils préfèrent le château de Chapultepec comme résidence. Ils jouissent aussi en été du palais des Cortés à Cuernavaca. Maximilien et Charlotte commencent leur règne animés par une généreuse confiance. Peu après leur arrivée au Mexique, ils entreprennent d'onéreux aménagements dans leurs diverses propriétés et aux alentours, alors que la situation du Trésor est catastrophique. Charlotte prise beaucoup les diverses fêtes, parades militaires, bals et représentations théâtrales.
En dépit des descriptions idylliques que Maximilien et Charlotte adressent à leurs proches en Europe, il ne leur faut guère de temps pour mesurer l'insécurité et le désordre qui règnent dans leur empire. Leurs résidences sont perpétuellement surveillées par une importante garde armée destinée à repousser des bandes rebelles qui se risquent jusqu'aux abords des palais. L'intervention française, soutenue par des contingents belges et espagnols, succède à une longue guerre civile qui a tout désorganisé. Les quelque 30 000 à 40 000 soldats du corps expéditionnaire français, dirigés par le maréchal Bazaine, doivent contrer de multiples escarmouches menées par les guérilleros sur un territoire grand comme quatre fois la France.
Il apparaît clairement que seule une minorité conservatrice du peuple mexicain a réellement fait appel aux puissances étrangères. L'empereur tente en vain une conciliation entre les partis libéraux et conservateurs. Il décide de mener une politique libérale, mais il s'aliène les conservateurs et le clergé en approuvant la sécularisation des biens ecclésiastiques au profit du domaine national. Lorsqu'il s'absente de Mexico, parfois durant plusieurs mois, Maximilien laisse Charlotte gouverner : elle préside le conseil des ministres et donne, au nom de son mari, une audience publique les dimanches. La popularité des souverains est déjà éteinte avant la première année de leur règne.
Sans enfant issu de son mariage, Maximilien, à la désapprobation de Charlotte, décide en septembre 1865 d'adopter les deux petits-fils du précédent empereur Augustin Ier du Mexique — Agustín de Iturbide y Green et Salvador de Iturbide y Marzán —, fondant ainsi la maison de Habsbourg-Iturbide. Agustín n'a que deux ans lors de son adoption et doit être, selon la volonté de Maximilien, séparé de sa mère. Cette situation heurte Charlotte, obligée par son mari d'aller chercher elle-même l'enfant chez ses parents. Quant à l'opinion publique, elle est unanime contre Maximilien. Afin que Charlotte ne puisse jamais contraindre son mari à revenir sur sa décision d'adoption des Iturbide, Maximilien demande la publication dans les journaux européens du traité secret conclu entre les Iturbide et lui.
Un an après l'arrivée de Maximilien et Charlotte, la situation au Mexique est toujours délétère et la pacification du pays est enrayée. Charlotte écrit : « Comme un désastre ne vient pas seul, l'intérieur continue à être ravagé. Des bandes sortent comme de dessous terre là où il n'y en avait pas avant ». La question du financement détériore les rapports entre la France et le Mexique. Les républicains de l'ancien président mexicain Benito Juárez multiplient les coups de main et enrôlent de nombreux éléments venus des États-Unis, où la guerre de Sécession a pris fin. La légion belge, composée de 4 000 hommes, est sévèrement battue par les juáristes à la bataille de Tacámbaro, le 11 avril 1865, mais elle remporte la victoire de la Loma le 16 juillet 1865 sous les ordres du lieutenant-colonel — plus tard général — Alfred van der Smissen.
Face à une situation aussi complexe qu'inextricable, Maximilien se résout, sous la pression du maréchal Bazaine et de l'armée française, à adopter une répression implacable à l'encontre des rebelles. Il publie le « décret noir » du 3 octobre 1865 qui, tout en promettant une amnistie aux dissidents qui se rendront, déclare en son premier article : « Tous les individus faisant partie de bandes ou de rassemblements armés existant sans autorisation légale, qu'elles proclament ou non un prétexte politique […] seront jugés militairement par les cours martiales. S'ils sont déclarés coupables, lors même que ce ne serait que du seul fait d'appartenir à une bande armée, ils seront condamnés à la peine capitale et la sentence sera exécutée dans les vingt-quatre heures. » En vertu de ce décret, plusieurs centaines d'opposants sont sommairement exécutés.

#### Séjour au Yucatán et départ du Mexique

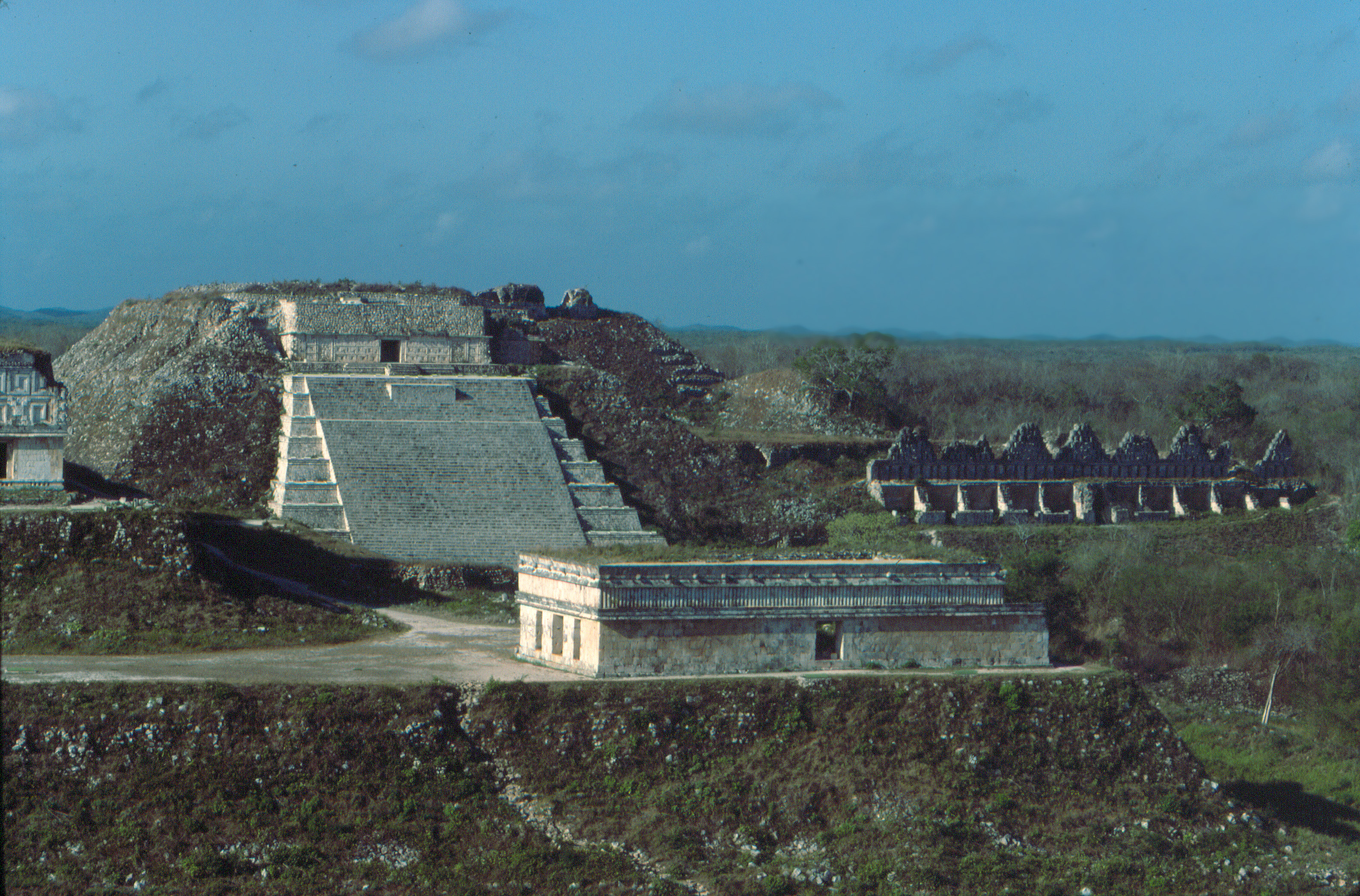
Uxmal : Grande pyramide vue de la pyramide du Devin. Au premier plan la maison des tortues et à droite le groupe du pigeonnier.

Quant à Charlotte, elle effectue à partir du 6 novembre 1865 une visite officielle de presque deux mois dans le Yucatán. Sans Maximilien, mais accompagnée par une suite imposante, elle s'embarque sur le Tabasco, navire en piètre état dont le tangage rend la traversée du golfe du Mexique très éprouvante. Le Yucatán, éloigné des tragiques événements qui ensanglantent le reste du Mexique, réserve un accueil presque chaleureux à l'impératrice. Ce voyage lui offre une succession de festivités jusqu'à son arrivée à Mérida, capitale de la province. La voyageuse en profite ensuite pour s'arrêter à Uxmal, l'antique cité maya dont elle admire les curiosités archéologiques. Lorsqu'elle revoit Maximilien à Cuernavaca la veille du jour de l'an 1866, il lui fait part des nouveaux projets législatifs qu'il a conçus. Charlotte et son mari demeurent quelques jours à Cuernavaca, où le matin du 6 janvier, elle apprend la nouvelle de la mort de son père le roi Léopold presque quatre semaines auparavant. Le 24 mars 1866, un nouveau deuil affecte Charlotte : sa grand-mère maternelle, la reine Marie-Amélie, à laquelle elle était très attachée, meurt en Angleterre.
À partir de janvier 1866, Napoléon III, poussé par l'opinion publique française, hostile à l'expédition mexicaine, décide de commencer à retirer les troupes qui devaient soutenir Maximilien au Mexique jusqu'en 1867. À l'issue du retrait du corps expéditionnaire français, Maximilien ne disposera plus autour de lui que de l'appui de quelques soldats mexicains impérialistes auxquels se sont joints des Belges et des Autrichiens. L'annonce du retrait français incite la légation belge à quitter le pays, elle aussi. Au printemps 1866, Charlotte prend l'initiative de tenter directement une ultime démarche auprès de Napoléon III afin qu'il revienne sur sa décision d'abandonner la cause mexicaine. Animée par ce dessein, Charlotte quitte le Mexique le 9 juillet 1866.
Certains suspectent Charlotte d'être tombée enceinte peu avant ce voyage et qu'Alfred van der Smissen, aide de camp de l'impératrice, serait l'amant de Charlotte et le père caché de son enfant, mais cette hypothèse émise à la fin du XXe siècle est infirmée depuis lors,.

### Retour en Europe

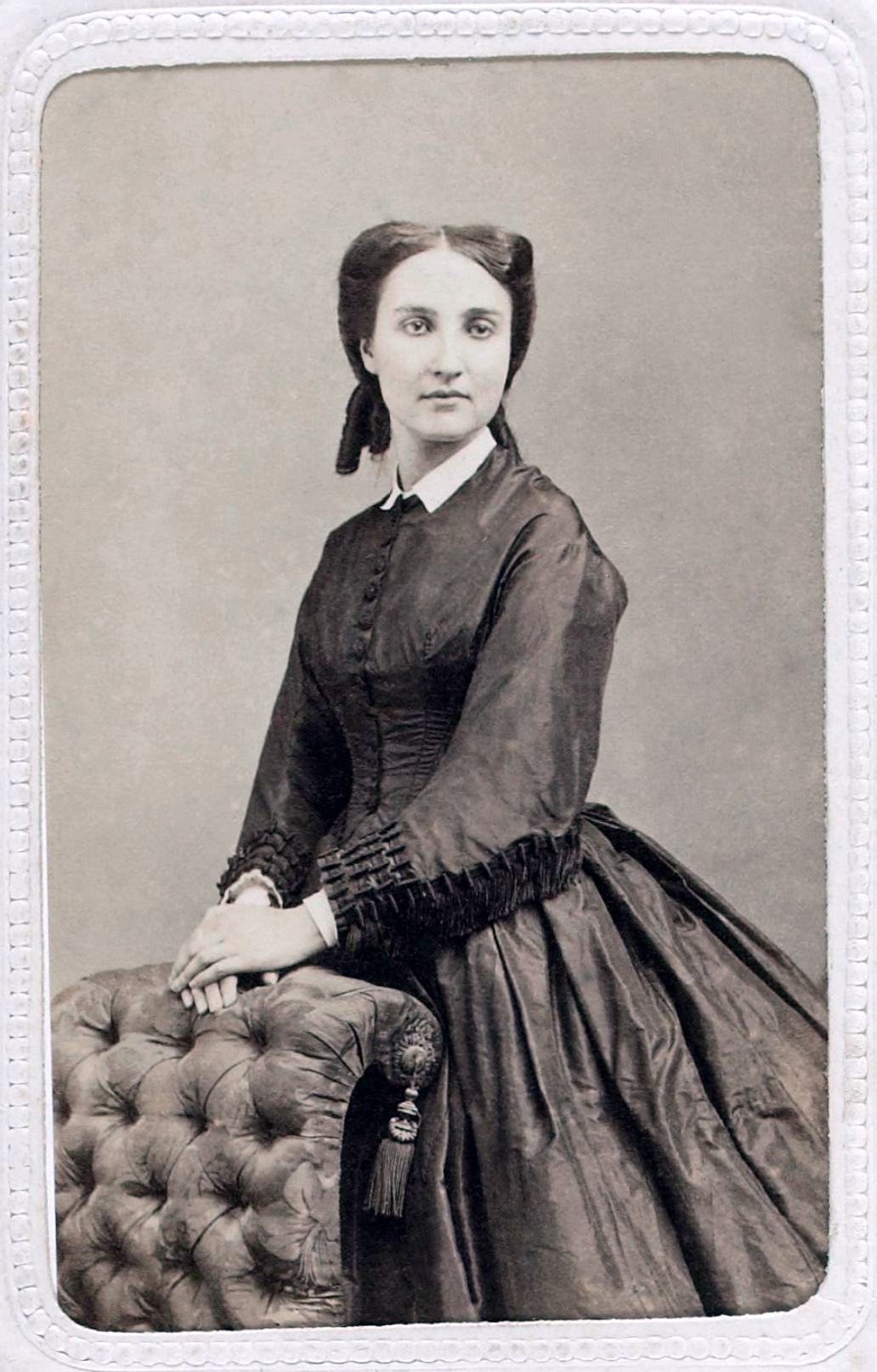
Photographie de l'impératrice Charlotte en robe de deuil, par Eugène Disdéri.

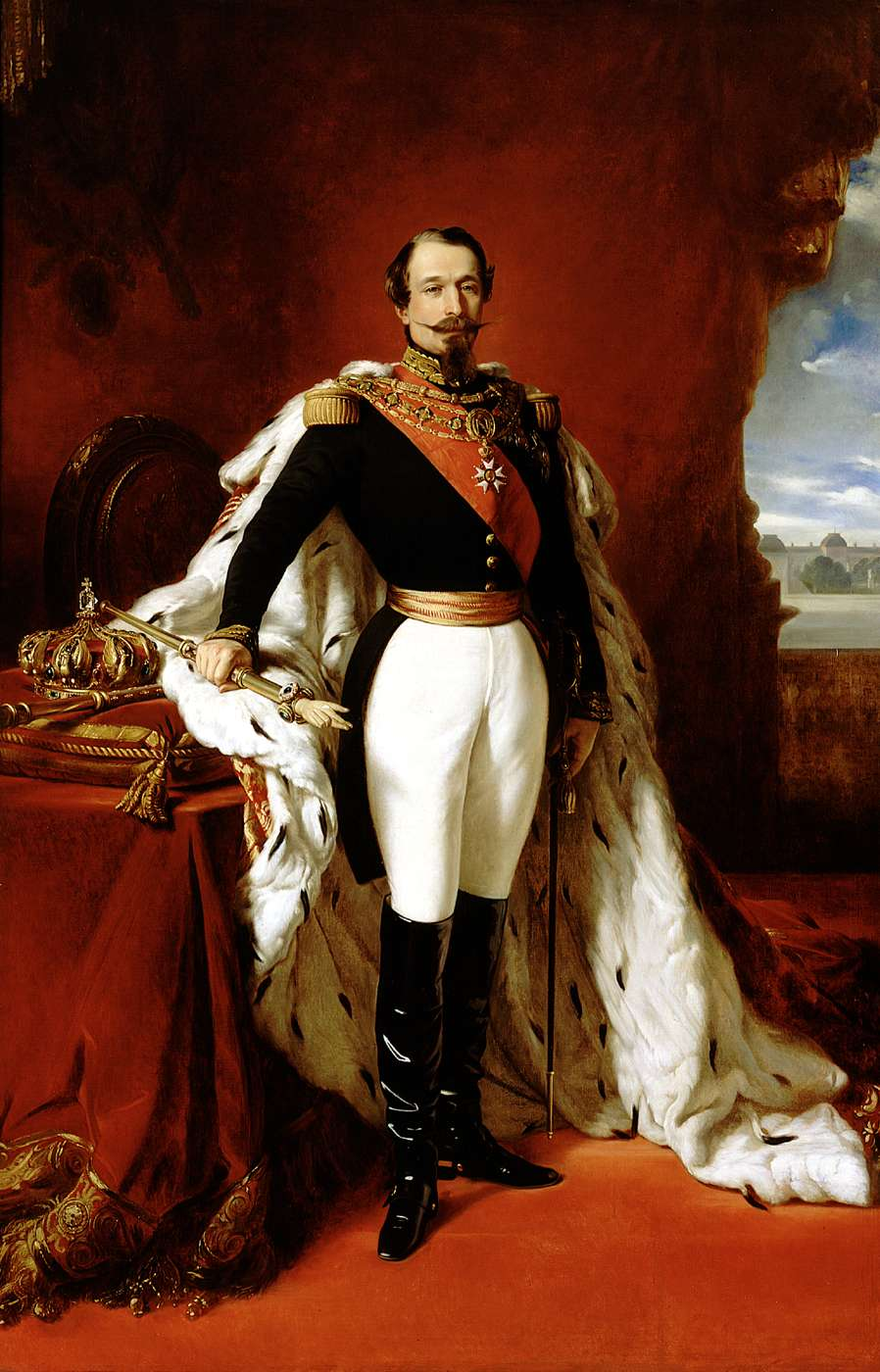
Napoléon III par Franz Xaver Winterhalter (1855).

Le 8 août 1866, l'impératrice Charlotte débarque en Europe avec ses deux fils adoptifs à bord du paquebot Impératrice Eugénie. Elle vient plaider la cause du Mexique à Paris et à Rome. Lorsqu'elle accoste à Saint-Nazaire, aucune cérémonie officielle de bienvenue n'est prévue. Alors qu'elle pensait être invitée à résider aux Tuileries, Charlotte doit descendre au Grand Hôtel à Paris. Averti par Bazaine de l'arrivée de Charlotte en France, Napoléon III tergiverse avant de la rencontrer. Il a interrompu sa cure à Vichy pour soigner l'inflammation aiguë de la prostate et de la vessie dont il souffre. À Saint-Cloud, il reçoit le télégramme de Charlotte sollicitant une entrevue. Malade et alité, l'empereur ne souhaite pas voir Charlotte. Il envoie d'abord l'impératrice Eugénie au Grand Hôtel avant d'accepter de la recevoir le lendemain 11 août, au château de Saint-Cloud. 
Charlotte a minutieusement préparé sa plaidoirie sous forme d'un mémoire d'une vingtaine de pages. L'entrevue avec Napoléon III se solde par un échec complet : l'empereur, affirmant qu'il ne peut rien décider sans l'aval de ses ministres, refuse de négocier de nouvelles garanties financières et militaires en faveur du Mexique. Deux jours plus tard, Charlotte revient à Saint-Cloud pour tenter d'infléchir de nouveau la décision de l'empereur. Une vive discussion éclate en présence de l'impératrice Eugénie, qui se laisse tomber dans un fauteuil en simulant un évanouissement. Le conseil des ministres du 18 août 1866 confirme la position de Napoléon III et s'oppose formellement à maintenir toute ingérence de la France au Mexique. Le 19 août, Napoléon III se rend personnellement au Grand Hôtel pour confirmer à Charlotte que la France n'agira plus au Mexique. Son refus est irrévocable.
Ébranlée par le refus de Napoléon III, Charlotte quitte la France pour se rendre dans son domaine de Miramare. Elle évite de passer par Bruxelles et Vienne. La Belgique et l'Autriche s'étant déjà retirées, Charlotte ne songe même pas à demander de l'aide à sa famille ou à sa belle-famille. En effet, bien que le défunt père de Charlotte, Léopold Ier, ait été relativement réticent à l'aventure mexicaine, son fils, devenu Léopold II, autrefois ardent partisan des ambitions de sa sœur, ne peut plus ignorer l'hostilité des Belges envers un pays qui leur apporte souvent de mauvaises nouvelles. Charlotte est désormais isolée et ne peut compter sur le soutien de quiconque en Europe. 
Après un séjour d'un mois à Trieste, Charlotte se met en route vers le Vatican, pour tenter de gagner le souverain pontife à sa cause, mais le pape Pie IX n'a aucune raison de compromettre l'Église dans cette entreprise. Le 24 septembre 1866, Charlotte arrive à Rome. Durant plusieurs jours, l'impératrice va s'entretenir avec le souverain pontife. À Rome, Charlotte adopte un comportement étrange. Elle revêt des habits de deuil et affirme que tout le monde veut l'empoisonner. Elle demande à être conduite à la fontaine de Trevi pour s'y désaltérer car elle n'a pris aucune boisson les jours précédents, craignant d'être empoisonnée. Elle refuse de regagner son hôtel et prétend demeurer dans les appartements pontificaux. Le pape la laisse manger une partie de son propre dîner et contrevient aux règles du Saint-Siège en laissant Charlotte dormir au Vatican.
Dépêché par le roi Léopold II inquiet des nouvelles qu'il reçoit de Charlotte, son frère Philippe, comte de Flandre arrive prestement à Rome le 8 octobre 1866. Deux jours plus tard, il emmène sa sœur et les deux princes à Miramare. L'impératrice persiste dans ses idées fixes d'empoisonnement. Le comte de Flandre narre au roi Léopold II les errements comportementaux de leur sœur. Après avoir examiné Charlotte, Josef Gottfried von Riedel, un médecin aliéniste viennois, pose le diagnostic de « folie avec des idées fixes de persécution », estimant que le climat mexicain l'a prédisposée à son état, aggravé par le refus qu'elle a essuyé en France. Arrivée à Miramare, Charlotte est maintenant littéralement séquestrée au pavillon du Gartenhaus de Miramare, que surveillent des agents de la sûreté autrichienne.

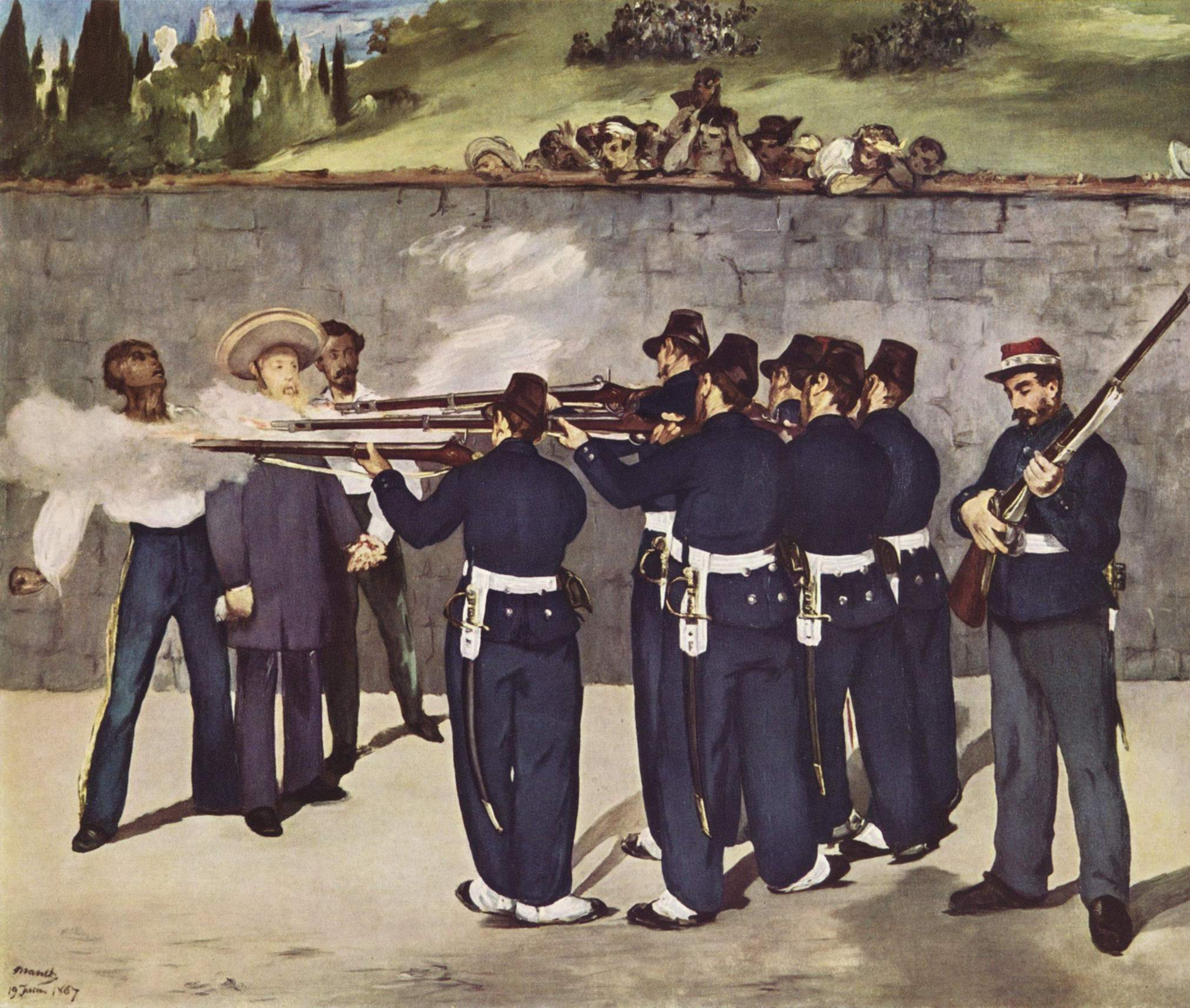
L'Exécution de Maximilien, (représentation imaginaire) par Édouard Manet (1868).

Lorsque la nouvelle de l'exécution à Santiago de Querétaro de Maximilien est connue, la famille royale belge interrompt sa visite à Paris, où elle s'était rendue pour visiter l'Exposition universelle, et regagne Bruxelles au début juillet 1867. Sa famille décide de dissimuler à Charlotte la mort de Maximilien . Le mari de Charlotte étant mort, un problème d'autorité se pose. Charlotte acceptait jusqu'ici sa réclusion à Miramare, alors en territoire autrichien, croyant que Maximilien exigeait ce confinement pour sa sécurité. Léopold II considère qu'il n'y a aucune raison que Charlotte reste en Autriche. Cependant un autre écueil se dresse : après l'arrestation de Maximilien le 15 mai, son frère François-Joseph lui a restitué son rang dans la famille royale, persuadé que personne n'oserait fusiller un archiduc. De fait, Charlotte est à nouveau archiduchesse et dépend donc en principe du bon vouloir de sa belle-famille Habsbourg.
En juillet 1867, le roi Léopold II mandate à Vienne la reine Marie-Henriette, accompagnée du baron Adrien Goffinet, homme de confiance du roi, afin de plaider auprès de la cour d'Autriche la libération de Charlotte et de la ramener en Belgique. Quand la reine Marie-Henriette arrive à Miramare le 14 juillet 1867, elle découvre Charlotte dans un état physique et psychique dramatique. Elle constate que depuis neuf mois Charlotte est en réalité prisonnière de la sécurité autrichienne. Marie-Henriette et Goffinet réussissent, après deux semaines de négociations, à soustraire Charlotte à ses gardiens et à la convaincre de revenir avec eux en Belgique.

### Retour et établissement en Belgique

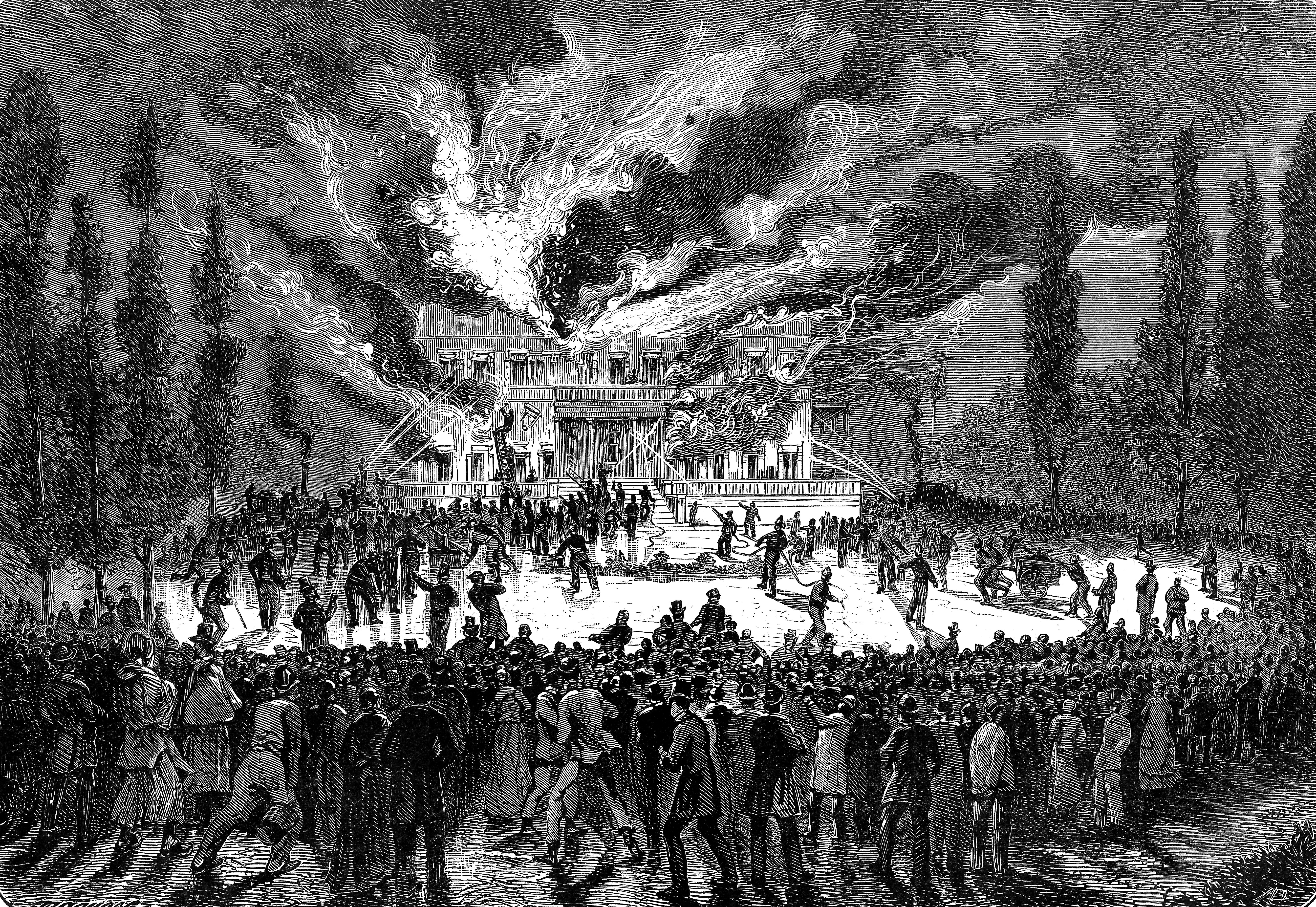
Incendie du Pavillon de Tervueren (gravure d'Auguste Trichon) (1879).

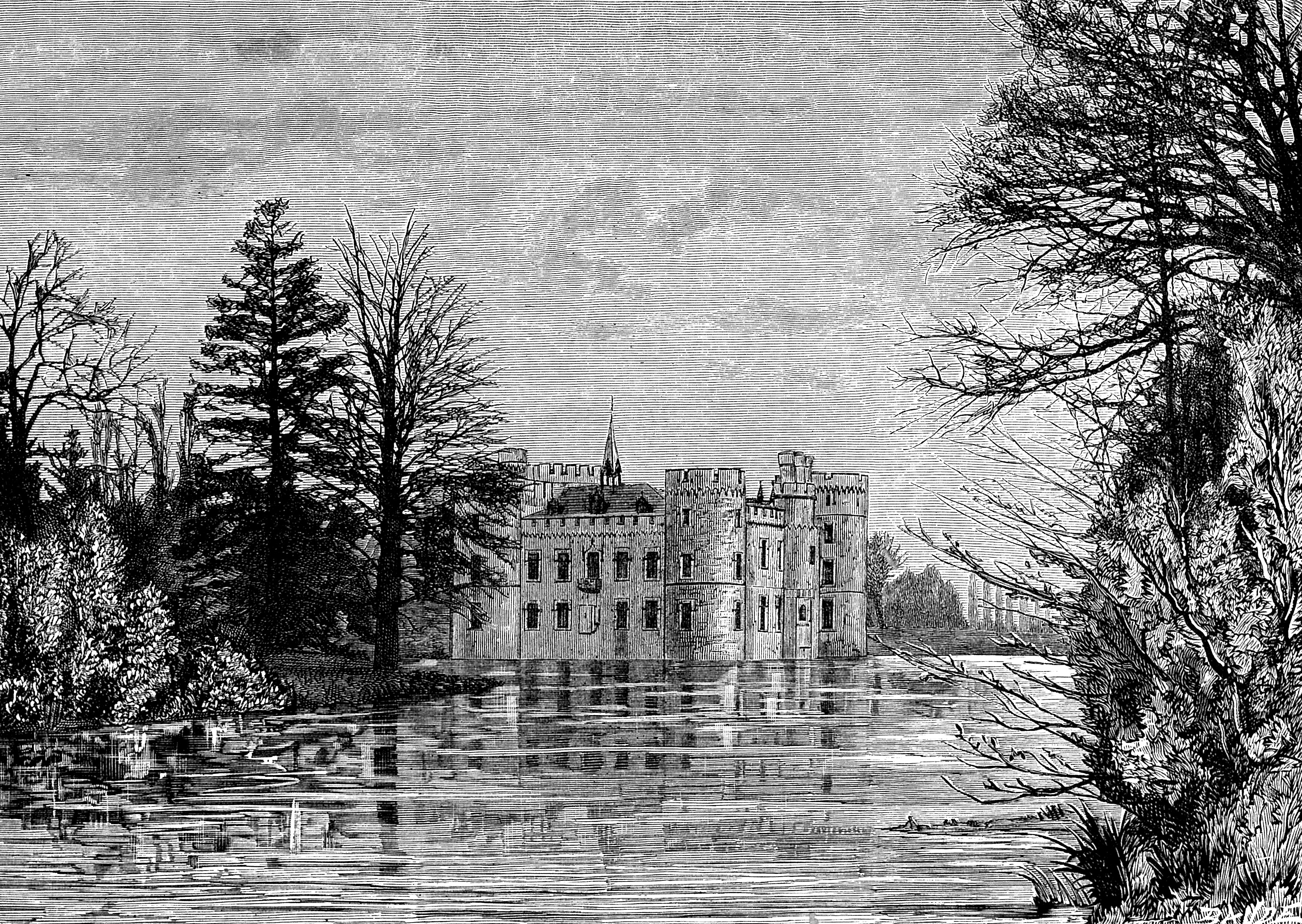
Le château de Bouchout, résidence de l'impératrice Charlotte (gravure de Charles Baude) (1880).

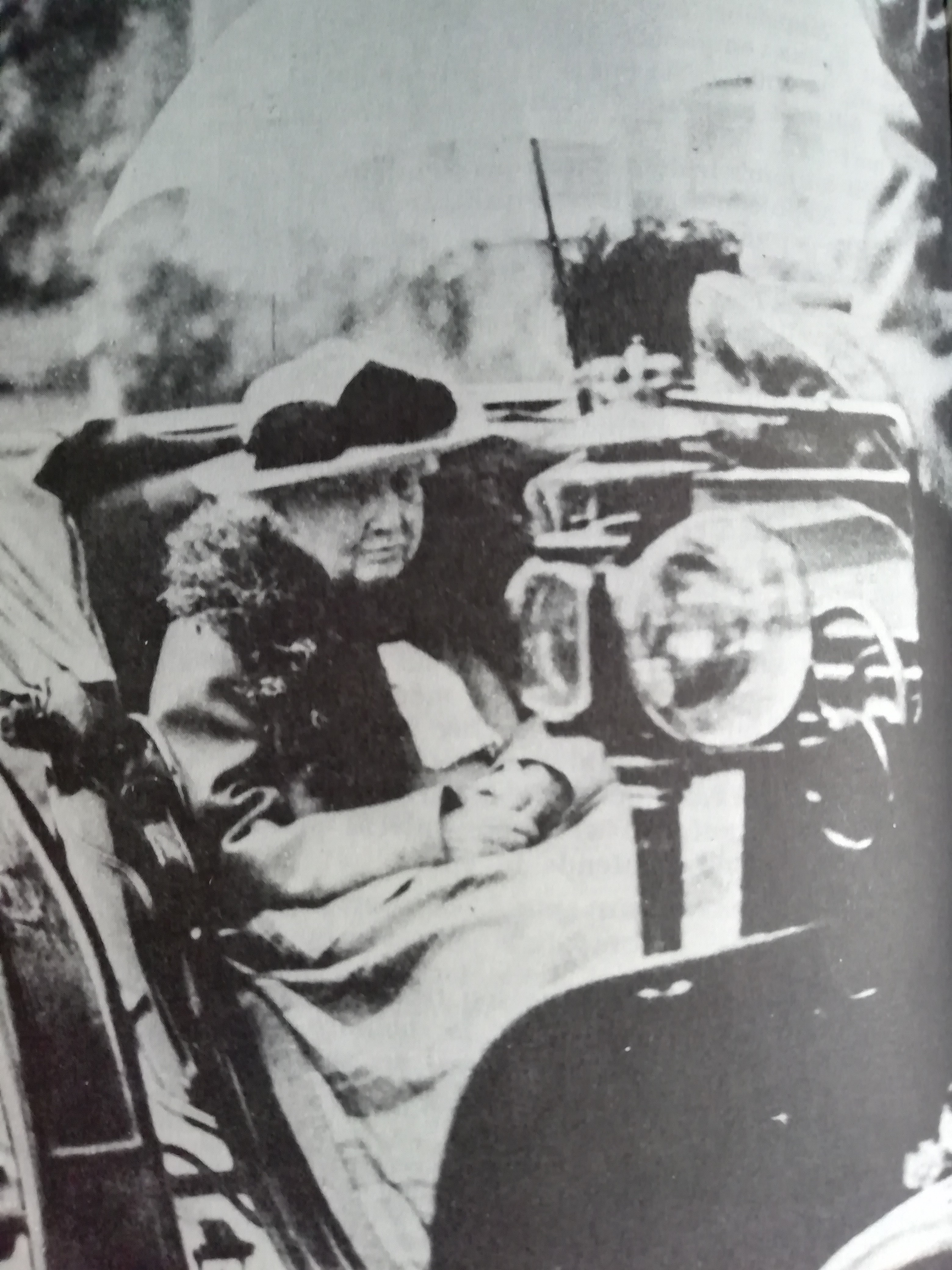
La princesse Charlotte de Belgique, impératrice du Mexique à Bouchout vers 1914.

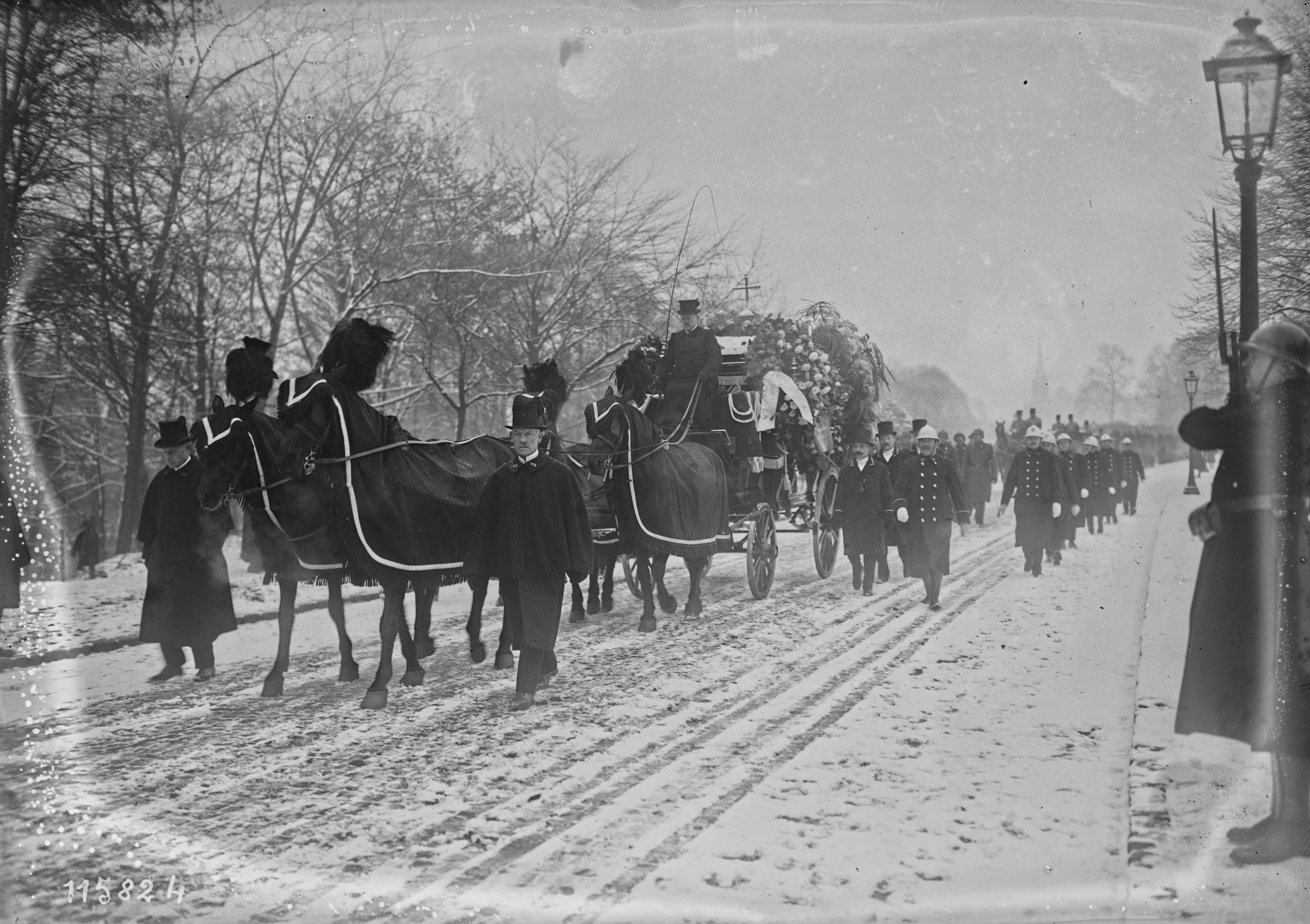
Les obsèques de Charlotte de Belgique à Laeken, le 22 janvier 1927.

Arrivée en Belgique, Charlotte réside jusqu'au 8 octobre 1867 près de Bruxelles, dans le pavillon construit dans le parc de Tervueren par Charles Vander Straeten pour Guillaume d'Orange, qui s'avère insuffisamment meublé et trop froid à la mauvaise saison. Elle rejoint donc Léopold II et Marie-Henriette au château de Laeken, où elle s'installe dans les anciens appartements de ses frères. Lorsque Charlotte apprend en janvier 1868 l'exécution de son mari six mois auparavant, elle est moralement brisée. Dans un ensemble de près de 400 lettres retrouvées en 1995 et principalement destinées à un officier français rencontré au Mexique, Charles Loysel, elle se déclare « morte » à la chute de l'empire du Mexique. Ces lettres par leur nombre et leur longueur (parfois jusqu'à vingt pages) offrent également le témoignage d'une vie quotidienne ponctuée par les crises de paranoïa et les soins qui lui sont prodigués.
Ses deux fils adoptifs sont revenus avec elle en Europe. L'aîné Agustín part étudier en Angleterre puis aux États-Unis. Le second, Salvador, reste en Europe. En mai 1869, Charlotte quitte Laeken pour regagner Tervueren, où trente-sept personnes sont préposées à son service, dont cinq laquais à sa table. Elle continue de vouer un culte passionné à son défunt mari, collectionnant tout ce qui lui avait appartenu. Après l'incendie du pavillon de Tervueren — dont elle est paradoxalement ravie — en mars 1879, Charlotte réside définitivement au château de Bouchout à Meise, non loin du château de Laeken, que son frère, le roi Léopold II, acquiert pour elle.
Charlotte disparaît complètement de la sphère publique, protégée par les hautes grilles de son domaine, le long desquelles passent des gardes en livrée, le mousqueton sur l'épaule. Elle ne reçoit que les visites de sa famille : principalement de ses belles-sœurs la reine Marie-Henriette et la comtesse de Flandre. Le dimanche, un abbé vient dire la messe au château. Pour se distraire, elle se promène, s'adonne à la broderie, joue aux cartes et écoute son gramophone depuis qu'elle a renoncé à jouer au piano. On ne lui annonce pas la mort de ses proches parents (Léopold II en 1909 et sa belle-sœur, la comtesse de Flandre, épouse de son frère Philippe, en 1912), ni celle de ses serviteurs car elle ne pose jamais de questions à leur sujet. 
Sa dame d'honneur, Hélène, comtesse de Reinach-Foussemagne, raconte au sujet de Charlotte : « La plupart du temps, la malheureuse s'absorbait en de longs silences, ou au contraire en des discussions passionnées en français, anglais, allemand, italien, espagnol, avec d'imaginaires interlocuteurs, discussions trop incohérentes, trop décousues pour qu'on puisse deviner quelles pensées occupaient ce cerveau. […] Dans ses soliloques passent de temps en temps, bien rarement, des phrases, des interjections qui prouvent que parfois sa pensée obscurcie revient sur ces lamentables souvenirs : « Monsieur, on vous a dit qu'on avait eu un époux ; un époux, Monsieur, et puis la folie ! La folie est faite des événements ! S'il avait été aidé par Napoléon !… » » Pour leur part, la princesse Marie-José et le prince Charles évoquent les visites à leur grand-tante, se rappelant une dame âgée tenant des propos confus . Les périodes de lucidité se font plus rares au fil du temps. À Bouchout, les crises de monomanie destructrices où elle laisse libre cours à de véritables explosions de colère (elle détruit de la vaisselle, des vases en cristal, s'acharne sur une camériste, lacère des tableaux ou déchire des livres) alternent avec des périodes calmes où elle vaque sereinement à des occupations simples.
Pendant la Première Guerre mondiale, la Belgique est envahie et seul subsiste un « lambeau de terre », La Panne, sur lequel le roi Albert Ier, neveu de Charlotte, s'installe jusqu'à l'armistice. Charlotte ne voit pas sa famille pendant ces années de guerre. En dépit du conflit, sa qualité d'archiduchesse d'Autriche la mettant à l'abri de l'occupant, son mode de vie ne change aucunement. Le pavillon autrichien flotte sur le toit du château de Bouchout. En mars 1916, un officier allemand s'étant enquis de la raison de la présence des couleurs autrichiennes sur une propriété en Belgique occupée, le général Moritz von Bissing, à la tête du Gouvernement général impérial allemand de Belgique, fait apposer aux grilles du château une pancarte : « Cette habitation, propriété de la couronne de Belgique, est occupée par Sa Majesté l'impératrice du Mexique, archiduchesse Maximilien d'Autriche, belle-sœur de l'empereur François-Joseph, notre illustre allié. J'ordonne aux soldats allemands passant par ici de ne pas sonner et de laisser la place intacte. »
Alitée durant quelques jours en raison de la grippe, Charlotte meurt paisiblement à Bouchout, le 19 janvier 1927, à l'âge de 86 ans. Le 22 janvier 1927, sous une neige abondante, son cercueil étant porté par six anciens légionnaires belges survivants de l'expédition du Mexique, elle est inhumée dans la crypte royale à l'église Notre-Dame de Laeken en présence du roi Albert Ier et de ses fils Léopold et Charles. Le 25 janvier 1927, un service funèbre est célébré en l'église de Meise en présence cette fois de l'ensemble de la famille royale : le roi Albert Ier, la reine, leurs deux fils, la princesse Marie-José, la duchesse de Brabant, le prince et la princesse Napoléon, ainsi que la princesse Clémentine. Une grande partie de sa fortune est gérée par le roi Léopold II, et sera utilisée pour financer l'entreprise coloniale du Congo.
Depuis 1902, Charlotte hébergeait dans son domaine de Bouchout le peintre Edwin Ganz, spécialiste de la représentation de chevaux et proche de la famille royale, en particulier de la princesse Clémentine. Après la mort de Charlotte, l'artiste continue à occuper les dépendances du château jusqu'à sa mort en 1948.
En 1938, l'État belge achète le domaine de Bouchout en vue d'y implanter le Jardin botanique national de Belgique, trop à l'étroit sur son site bruxellois, le Palais des Plantes, nouveau complexe de serres, est inauguré 20 ans plus tard. Ce jardin prend le nom de Jardin botanique de Meise en 2014 ; l'intérieur du château a été réaménagé à partir de 1980 en salles de réunions et de conférences, pour accueillir congrès, expositions et autres événements festifs.

### Opinions au sujet de la maladie de l'impératrice

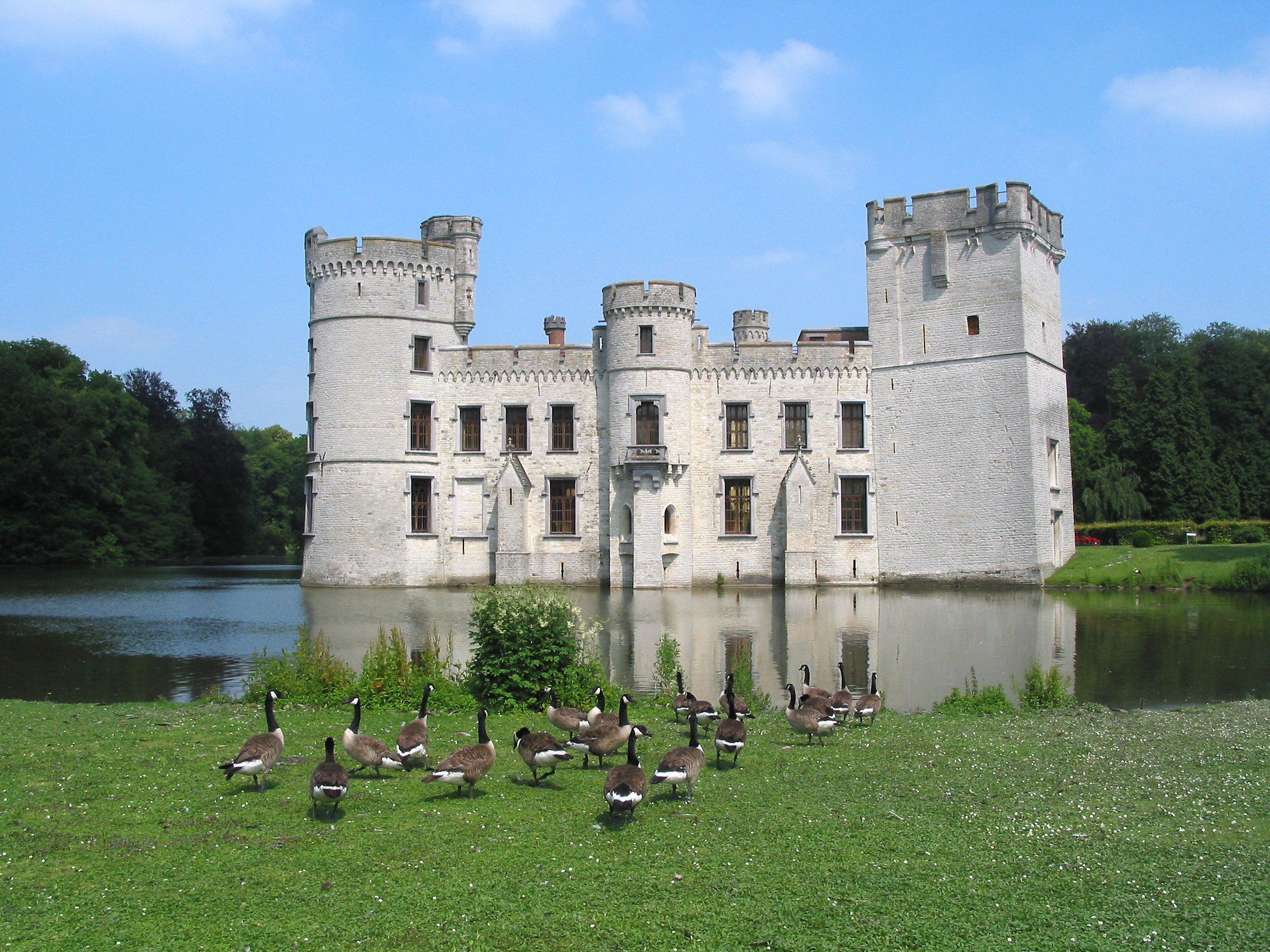
Le château de Bouchout au début du XXIe siècle.

La nature de la pathologie mentale de Charlotte, psychose, paranoïa, monomanie…, extrêmement difficile à déterminer avec certitude a posteriori, a donné lieu à plusieurs hypothèses.
Plusieurs auteurs avancent une origine causée par une intoxication. Cette hypothèse est notamment émise par Joan Haslip, qui révèle qu'un des médecins de la cour mexicaine ajoutait du bromure dans le café de Charlotte à son insu. Au Mexique, dès juillet 1867, des bruits se répandent que la folie de l'impératrice est attribuée à un poison qui lui aurait été versé régulièrement à petites doses. Les recherches de Roger Heim corroborent cette éventualité, à savoir que Charlotte a pu être « peu à peu intoxiquée alors qu'elle était encore au Mexique, par l'introduction dans sa nourriture pendant un temps prolongé d'une drogue psychotrope, ». Lorsqu'elle se rend en visite officielle au Yucatán, Charlotte écrit à son mari le 8 décembre 1865 : « Le docteur est très gentil. Sans ses petits médicaments bien appropriés, je serais probablement tombée malade et je n'aurais pas pu supporter tout ceci. À plusieurs reprises, il me semblait qu'il y avait du poison dans l'air. »
D'autres auteurs, comme Laurence Van Ypersele, Émile Meurice, Dominique Paoli ou Coralie Vankerkhoven, s'appuyant d'une part sur la correspondance de Charlotte (au cours de la seule année 1869, de février à juin, elle écrit quelque 400 lettres et billets) et d'autre part sur les rapports rédigés par les médecins qui l'ont examinée, privilégient l'étude de l'aspect psychologique de la pathologie de Charlotte, évoquant des causes biographiques et personnelles pour expliquer la démence de l'impératrice : le deuil de sa mère à 10 ans (la transformation radicale de son caractère enjoué et expansif vers l'introversion), son sens aigu du devoir, son idéal religieux élevé, son mysticisme latent, son exaltation lors de ses fiançailles, son idéalisation de Maximilien, l'absence de vie conjugale, les désenchantements et désillusions en Italie, puis au Mexique. Coralie Vankerkhoven mentionne, elle aussi, les signes avant-coureurs de la maladie : les malaises ressentis à Uxmal (premiers signes de psychose nourris par l'étrangeté des conditions du séjour au Yucatán), le contrecoup des annonces successives de la mort de son père, puis de sa grand-mère, jusqu'à son arrivée en Europe où s'installera définitivement son trouble délirant.
La pathologie dont souffre Charlotte est à rapprocher de celle de ses cousins Pierre de Saxe-Cobourg et Siegfried en Bavière. Tous trois souffrent d'idées de persécution se fixant sur des personnalités ayant joué un rôle clef dans leur vie : pour Charlotte, il s'agit évidemment de Napoléon III, pour Pierre, c'est sa tante la comtesse Isabelle d'Eu qui l'aurait privé de ses droits au trône brésilien, quant à Siegfried, il voyait en la personne de Luitpold de Bavière, le prince-régent, le responsable de ses déboires. Jusqu'à ce jour, il n'existe pas d'étude comparative au sujet des cas de folie au sein de la famille Cobourg.

## Titres et honneurs

### Titulature
À sa naissance, en tant que fille du roi Léopold Ier, Charlotte porte les titres de princesse de Saxe-Cobourg et Gotha et de duchesse en Saxe, avec le traitement d'altesse royale, conformément aux titres de sa maison, et porte le titre officieux de princesse de Belgique, qui est officiellement régularisé par l'arrêté royal du 14 mars 1891. De 1864 à sa mort, elle porte le titre de Sa Majesté Impériale l'impératrice du Mexique,.

### Honneurs

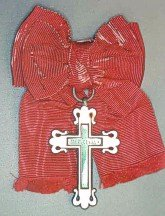
Réplique de la croix de l'ordre de Saint-Charles.

Pendant le Second Empire mexicain, Charlotte est :
- Grand maître de l'ordre de Saint-Charles (fondé le 10 avril 1866). Cet ordre strictement féminin constitué d'un maximum de 24 grand-croix et d'un nombre illimité de croix est nommé en référence à son saint patron, saint Charles Borromée.

Elle reçoit également les décorations suivantes :
- Dame noble de l'ordre de la Croix étoilée d'Autriche[38].
- Dame noble de l'ordre de la Reine Marie-Louise d'Espagne (22 décembre 1857).
- Dame grand-croix d'honneur et de dévotion de l'ordre souverain de Malte.
- Dame grand-croix de l'ordre de Notre-Dame de Guadalupe (Mexique).
- Dame grand-croix de l'ordre de l'Aigle mexicain (Mexique).
- Dame noble de l'ordre royal de Sainte-Isabelle de Portugal (19 avril 1865).

## Dans la culture populaire
La vie de l'impératrice Charlotte a inspiré des œuvres cinématographiques, des opéras, des feuilletons télévisés, des romans, ainsi qu'une bande dessinée.

### Cinéma

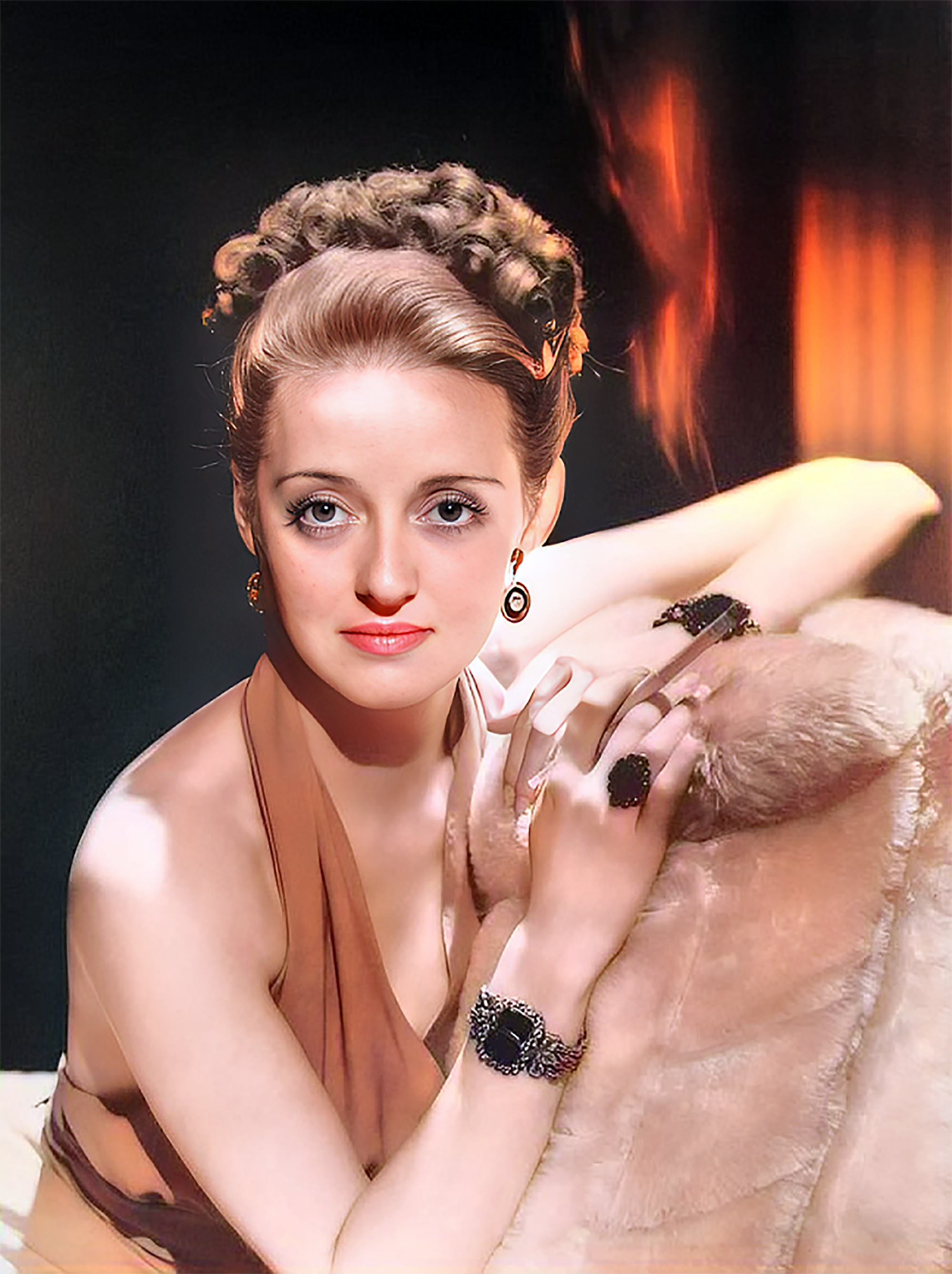
Bette Davis qui incarna Charlotte (1938).

Plusieurs films relatent la vie de Charlotte de Belgique :
- Le réalisateur mexicain Miguel Contreras Torres consacre quatre films au couple impérial. Dans ces différents films, l'impératrice est incarnée par l'actrice liechtensteinoise Medea de Novara [39] :
  - 1934 : Juárez y Maximiliano.
  - 1937 : La Paloma.
  - 1939 : The Mad Empress.
  - 1942 : Caballería del imperio.
- 1939, l'Américain William Dieterle réalise Juarez. Charlotte de Belgique est incarnée par l'actrice américaine Bette Davis[40].
- 1973, le Mexicain Felipe Cazals réalise En ces années-là. Dans ce dernier, l'impératrice est incarnée par l'actrice mexicaine Helena Rojo[41].

### Opéras
- Maximilien, opéra historique en trois actes et neuf scènes ; livre de R.S. Hoffman inspiré du drame Juárez und Maximilian de Franz Werfel ; musique de Darius Milhaud (1932)[42].
- Carlota, opéra en un acte de Francisco Zendejas ; musique de Luis Sandi (1948)[43].
- La emperatriz de la mentira, opéra d'Ángel Norzagaray ; musique de Dmitri Dudin (2012)[44],[45]

### Télévision
- Le réalisateur mexicain Raul Araiza consacre deux telenovelas au couple impérial :
  - Maximiliano y Carlota (1966) ; Charlotte y est incarnée par Maria Rivas.
  - El carruaje (1972) ; Charlotte y est incarnée par l'actrice argentine Nelly Meden.
- Bernard Juncker et Jean-Marie De Coninck réalisent en 1993 un documentaire Charlotte et Maximilien, ou L'Empire des archidupes pour la RTBF, basé sur un scénario de Janine Lambotte[46].
- Dans la telenovela mexicaine El vuelo del águila (1994) d'Ernesto Alonso, Charlotte est interprétée par l'actrice Laura Flores[47].
- Sissi : Naissance d'une impératrice de Xaver Schwarzenberger, mini-série télévisée en deux parties sortie en 2009 avec Federica De Cola dans le rôle de Charlotte.
- L'émission Secrets d'Histoire sur France 3 du 9 décembre 2019, intitulée Charlotte et Maximilien les sombres héros du Mexique, lui est consacrée. L'actrice incarnant l'impératrice Charlotte dans les séquences d'évocation est Charlotte Aftassi[48].
- Dans L'Impératrice, série Netflix basée sur la vie de l'impératrice Élisabeth d'Autriche, Charlotte est interprétée par Josephine Thiesen[49].

### Romans en langue espagnole
- El cerro de las campanas (1868) de Juan Antonio Mateos.
- Noticias del Imperio (1987) de Fernando del Paso.
- Charlotte ou La nuit mexicaine (1989) de Liliane Wouters.
- Mamá Carlota (2008) d'Adolfo Arrioja Vizcaíno.
- El último príncipe del Imperio Mexicano (2010) de C.M. Mayo.
- Juárez en el Convento de las Capuchinas: La reunión secreta con Maximiliano (2014) d'Adam J. Oderoll.
- Carlota. La emperatriz que enloqueció de amor (2017) de Laura Martínez-Belli.
- Sesenta años de soledad: La vida de Carlota después del imperio mexicano, 1867-1927 (2019) de Gustavo Vázquez-Lozano.

### Bande dessinée
En 2018 paraît chez Dargaud le premier volume d'une série de bande dessinée biographique, Charlotte impératrice, par Matthieu Bonhomme (dessin) et Fabien Nury (scénario). Le deuxième tome, intitulé Charlotte impératrice - l'Empire, paraît le 12 juin 2020. Le tome 3 paraît le 10 mai 2023 et s'intitule Adios Carlotta. Un dernier tome est prévu.

### Théâtre
- Charlotte ou La nuit mexicaine de Liliane Wouters, 1993[52].
- Charlotte de Michele Fabien, Éditions Labor, 2000.

## Actes d'état civil

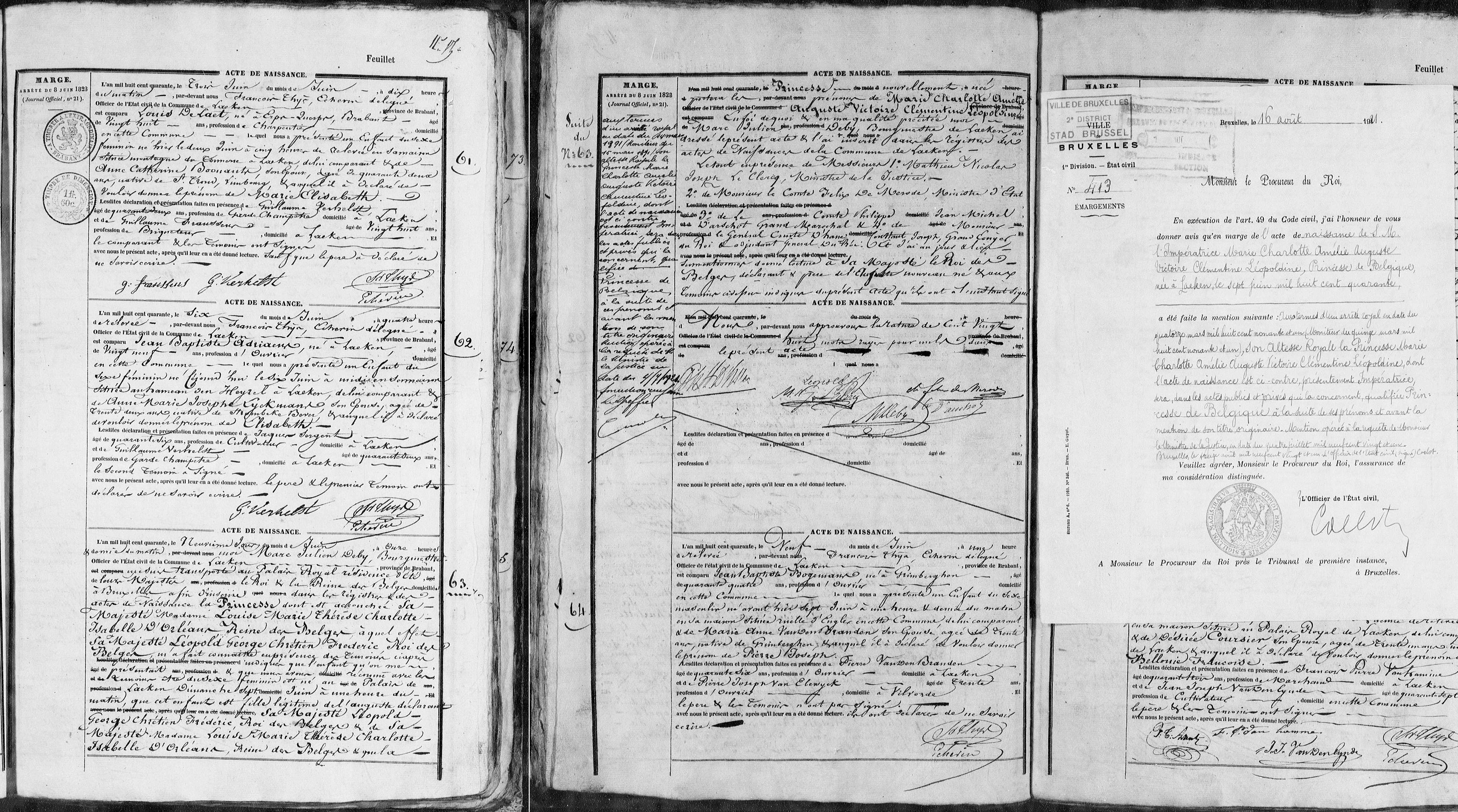
Acte de naissance (7 juin 1840).
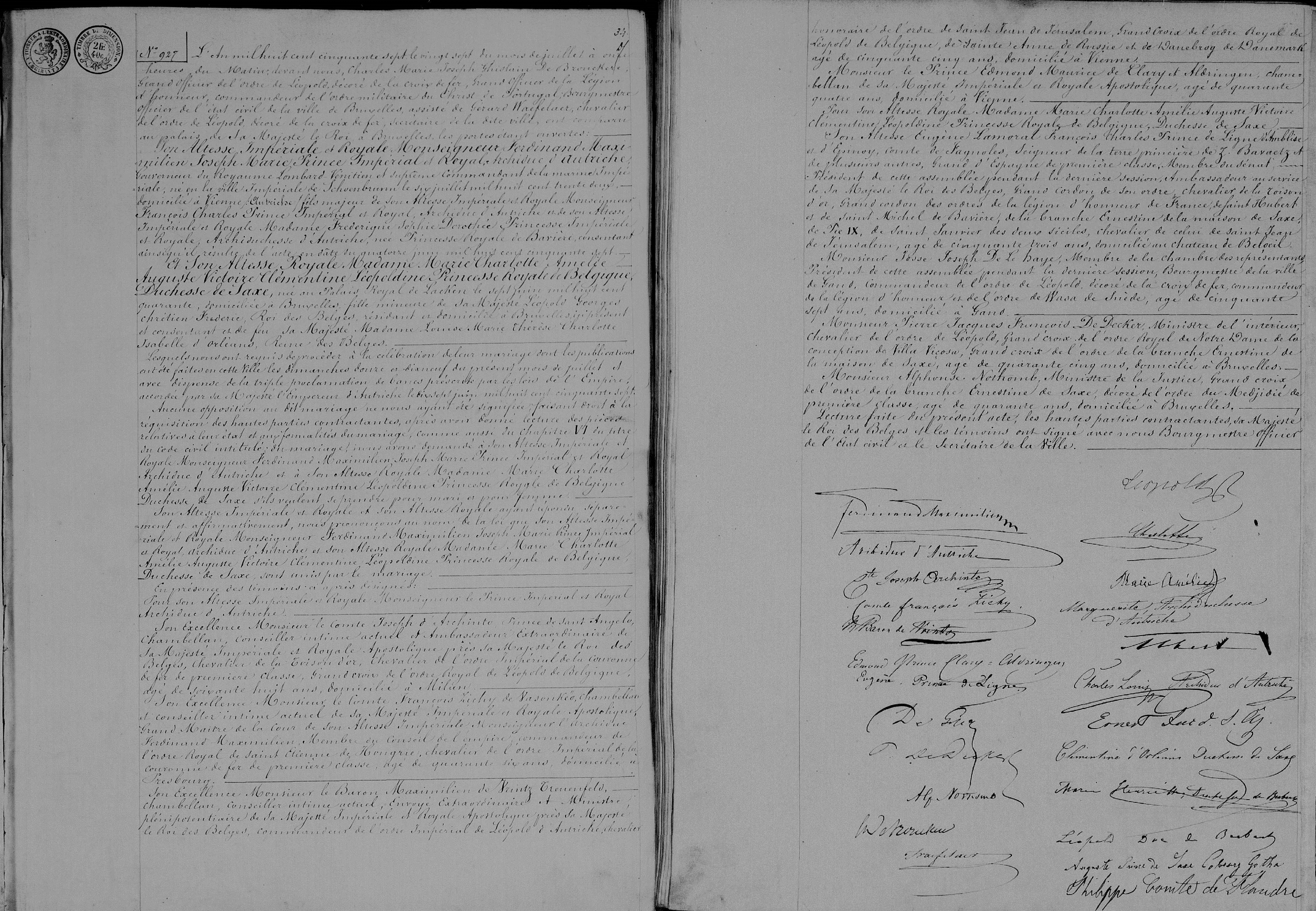
Acte de mariage (27 juillet 1857).

## Héraldique
| Blason de Charlotte de Belgique | Blason  | Parti de Mexique et de Belgique. soit : Parti - en 1) d’argent à une aigle royale contournée, dévorant un serpent, perché sur un double figuier de Barbarie, planté dans un rocher, mouvant lui-même d’une mer alésée, le tout au naturel. - et en 2) de sable, au lion d'or, armé et lampassé de gueules, sur-le-tout, écartelé, aux I et IV, contre-écartelé, aux 1 et 4 de gueules aux trois léopards d'or, armés et lampassés d'azur (d'Angleterre) ; au 2 d'or, au lion de gueules, armé et lampassé d'azur, dans un double trescheur fleuronné et contre-fleuronné du second (d'Écosse) ; au 3 d'azur, à la harpe d'or, cordée d'argent (d'Irlande) ; aux II et III, burelés de dix pièces de sable et d'or au crancelin de sinople, brochant sur le lion (de Saxe). Ornements extérieursL'écu est entouré de la cordelière des douairières d'argent, accolé de l’ordre de la Reine Marie-Louise et timbré de la couronne du Second Empire mexicain. |
| Blason de Charlotte de Belgique | Détails | Réunion des armes de son époux et de son père Léopold Ier. |